# Polski strój narodowy

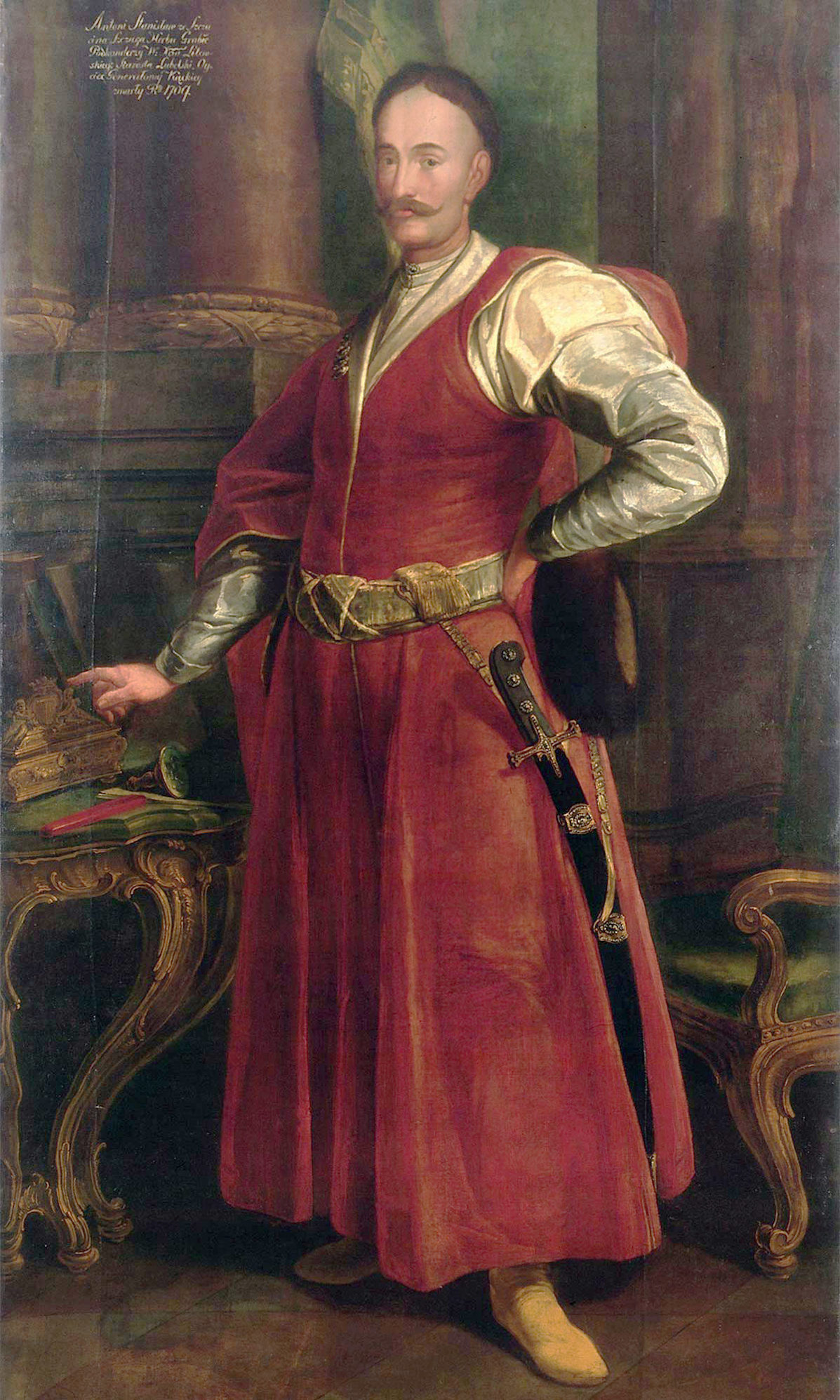
Portret szlachcica w stroju kontuszowym, XVIII w.

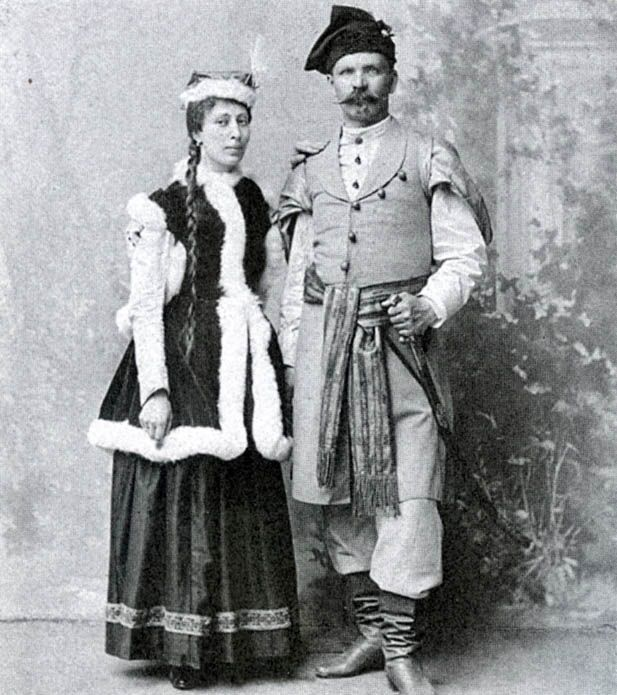
Polscy ziemianie w stroju narodowym, koniec XIX wieku

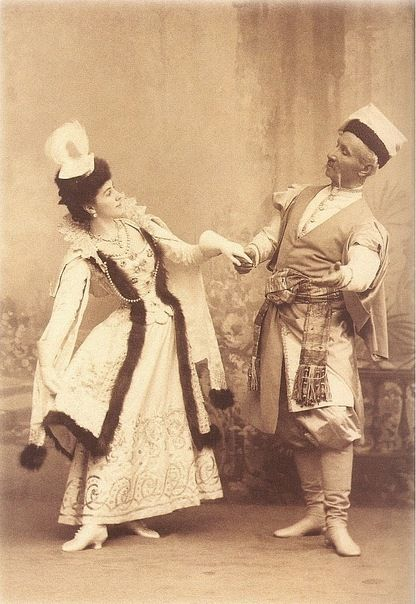
Matylda Krzesińska z ojcem Feliksem w kostiumach do mazura, 1898

Polski strój narodowy, znany też jako strój polski, polski strój szlachecki lub strój kontuszowy – ubiór wywodzący się od paradnego stroju noszonego przez szlachtę na terenie Rzeczypospolitej w XVIII wieku, który w okresie zaborów stał się strojem polskim o charakterze ogólnonarodowym . W odróżnieniu od strojów ludowych noszonych tylko przez niższe stany społeczne i tylko w poszczególnych regionach, polski strój narodowy używany był na terenie całej dawnej Polski. W okresie kształtowania świadomości narodowej dawny strój szlachty został przyjęty przez wszystkie grupy społeczne i uznany za polski strój narodowy.
Strój narodowy noszony jest okolicznościowo, z okazji uroczystości i świąt. Jest też strojem do tańczenia poloneza i mazura, zwłaszcza podczas występów scenicznych.

## Historia
Strój polski, charakterystyczny dla całej Rzeczypospolitej, ukształtował się w wiekach XVI-XVIII łącząc elementy stroju późnośredniowiecznego rycerstwa i staropolskiego ziemiaństwa oraz ubiorów wschodnich (węgierskiego, perskiego, tureckiego, tatarskiego, kozackiego). Pełny ubiór kontuszowy noszony był okolicznościowo (święta, niedziele, wizyty, wyjazdy), na co dzień noszono płócienny żupan i kapotę.  
W początkach XVIII wieku noszenie się „po polsku” było wyróżnikiem przynależności do „narodu polskiego” (rozumianego wówczas jako stan szlachecki Rzeczypospolitej). Aby zyskać przychylność poddanych, w polskim stroju kazał namalować swój portret król August III Sas. Jak zanotował Jędrzej Kitowicz, jeszcze "podczas koronacji Augusta III [1734 rok] wszyscy panowie polscy, żadnego nie wyłączając, byli w polskiej sukni".
Zachowawczo nastawiona szlachta strojem podkreślała swoje przywiązanie do „sarmackiej” tradycji i przeciwstawiała się obyczajom zachodnim, wyrażanym przez noszenie się „po niemiecku” lub „po francusku”. Ten XVIII-wieczny spór obyczajowy w Polsce określany jest jako „wojna kontusza i fraka”. Okres ten barwnie opisał Henryk Rzewuski w powieści Listopad z 1845-46 roku. 
Adam Mickiewicz w Panu Tadeuszu (księga I) pisał o ówczesnej roli ubioru:
          Jeśli kto i czuł wtenczas, że polskie ubranie
         Piękniejsze jest niż obcej mody małpowanie,
         Milczał; bo by krzyczała młodzież, że przeszkadza
         Kulturze, że tamuje progresy, że zdradza!
         Taka była przesądów owoczesnych władza!
Według Jędrzeja Kitowicza, strój kontuszowy był "całym ubiorem publicznym Polaka szlachcica i mieszczanina". Szlachta przepasywała kontusz pasem i zawieszała u boku szablę. Mieszczanie zaś opasywali żupan i zamiast szabli nosili ozdobne laski. 
Od 1776 roku stroje kontuszowe były również używane jako mundury wojewódzkie wojsk koronnych i litewskich. Przyczyniło się to do przyjęcia ich również przez inne stany (strój taki nosił mieszczanin Jan Kiliński w czasie insurekcji kościuszkowskiej).  
W epoce zaborów polski strój stał się jednym z elementów kształtowania się tożsamości narodowej, która była budowana na tradycji „narodu” szlacheckiego. Strój kontuszowy pojawia się jako nieodłączny element polskiej tożsamości w literaturze (Mickiewicz, Fredro, Sienkiewicz), operze (Moniuszko), malarstwie (Grottger, Matejko) i tańcu (mazur, polonez). Czasem zamiast kontusza noszona była czamara z pętlicami, która w połowie XIX wieku zyskuje popularność jako element stroju narodowego – męskiego i damskiego – a w czasie powstania styczniowego służyła jako nieformalny mundur powstańczy. 
W XIX i na początku XX wieku, zwłaszcza w Galicji, gdzie zakazy władz zaborczych były mniej surowe, modne staje się okolicznościowe noszenie stroju "polskiego" (śluby, święta narodowe) niezależnie od pochodzenia społecznego (np. przez mieszczańskie bractwa kurkowe). Popularną praktyką było zamawianie portretów u malarzy czy fotografów w stroju narodowym zarówno przez ziemian i arystokratów, jak też osoby innego pochodzenia społecznego czy nawet etnicznego (również polskich Żydów czy Niemców).
W pierwszych dekadach XX wieku, w tym również w okresie II Rzeczypospolitej, utrzymywała się moda na polski strój narodowy – męski i damski. Stała się znanym i rozpoznawalnym symbolem polskości na świecie (np. na pocztówkach, w karykaturach politycznych zamieszczanych w ówczesnej cudzoziemskiej prasie). Mężczyźni ubierali się w kontusze do ślubu. Jego elementy trafiły również do umundurowania (czapka konfederatka jako rogatywka) i przeniknęły do stroju ludowego.  
W okresie PRL władze komunistyczne rugowały tradycję noszenia polskiego stroju narodowego, jako niesłusznego społecznie stroju "szlacheckiego", a promowały regionalne stroje chłopskie (ludowe). Do zainteresowania się ubiorem polskim przyczyniały się jednak m.in. ekranizacje Trylogii Sienkiewicza oraz wydane w latach 70. publikacje.
Współcześnie różne organizacje i osoby działają na rzecz popularyzacji stroju narodowego, na przykład podczas poloneza studniówkowego lub świąt narodowych i innych uroczystości.

## Elementy polskiego stroju narodowego

### Strój męski
- żupan
- kontusz
- pas kontuszowy
- spodnie (hajdawery)
- buty (baczmagi)
- czapka: kołpak polski lub konfederatka
- szabla (karabela)

### Strój damski
- kontusik
- suknia
- spódnica
- trzewiki
- czapka: kołpaczek lub konfederatka

## Galeria

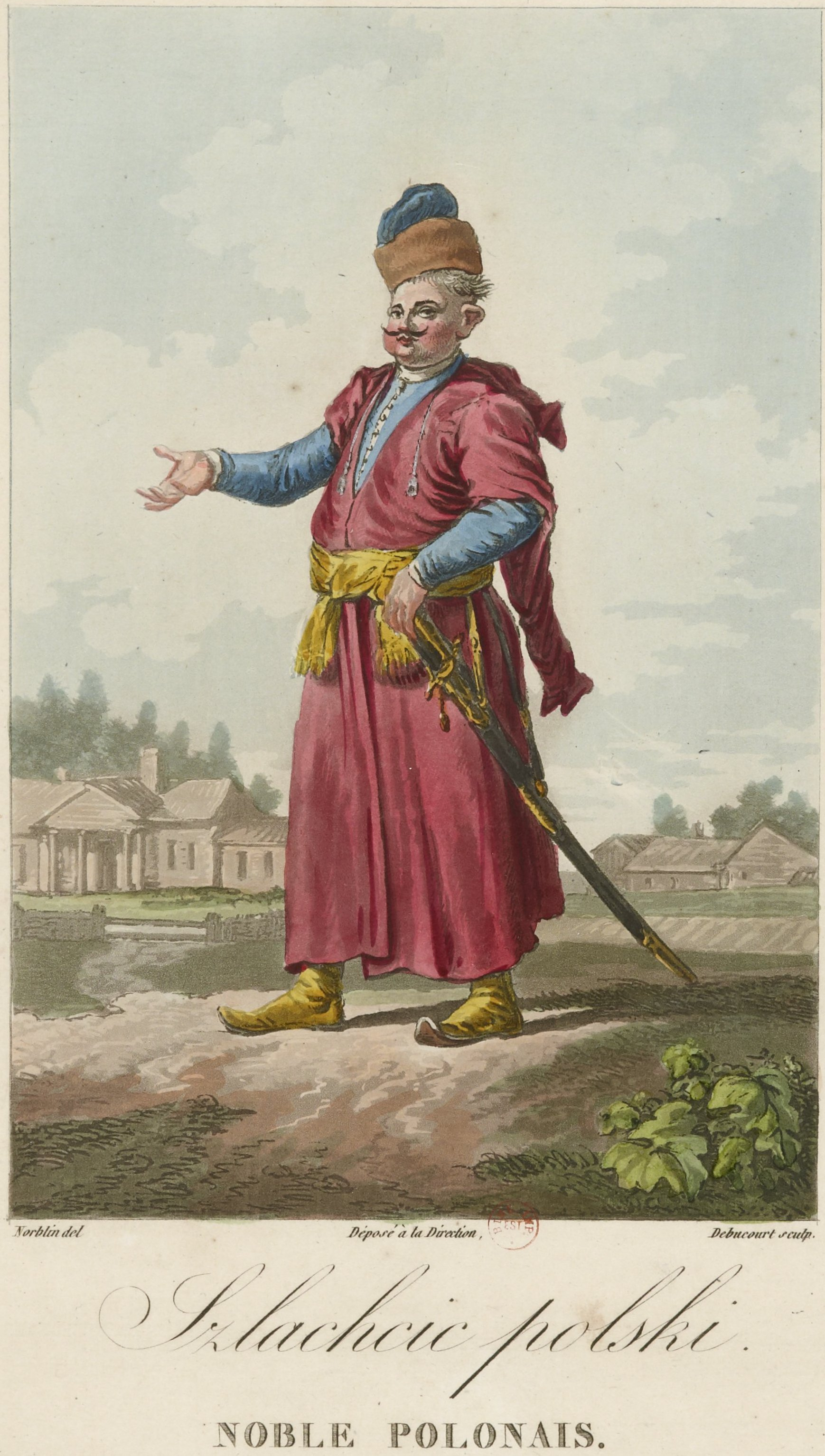
Szlachcic polski, mal. Norblin, koniec XVIII w.
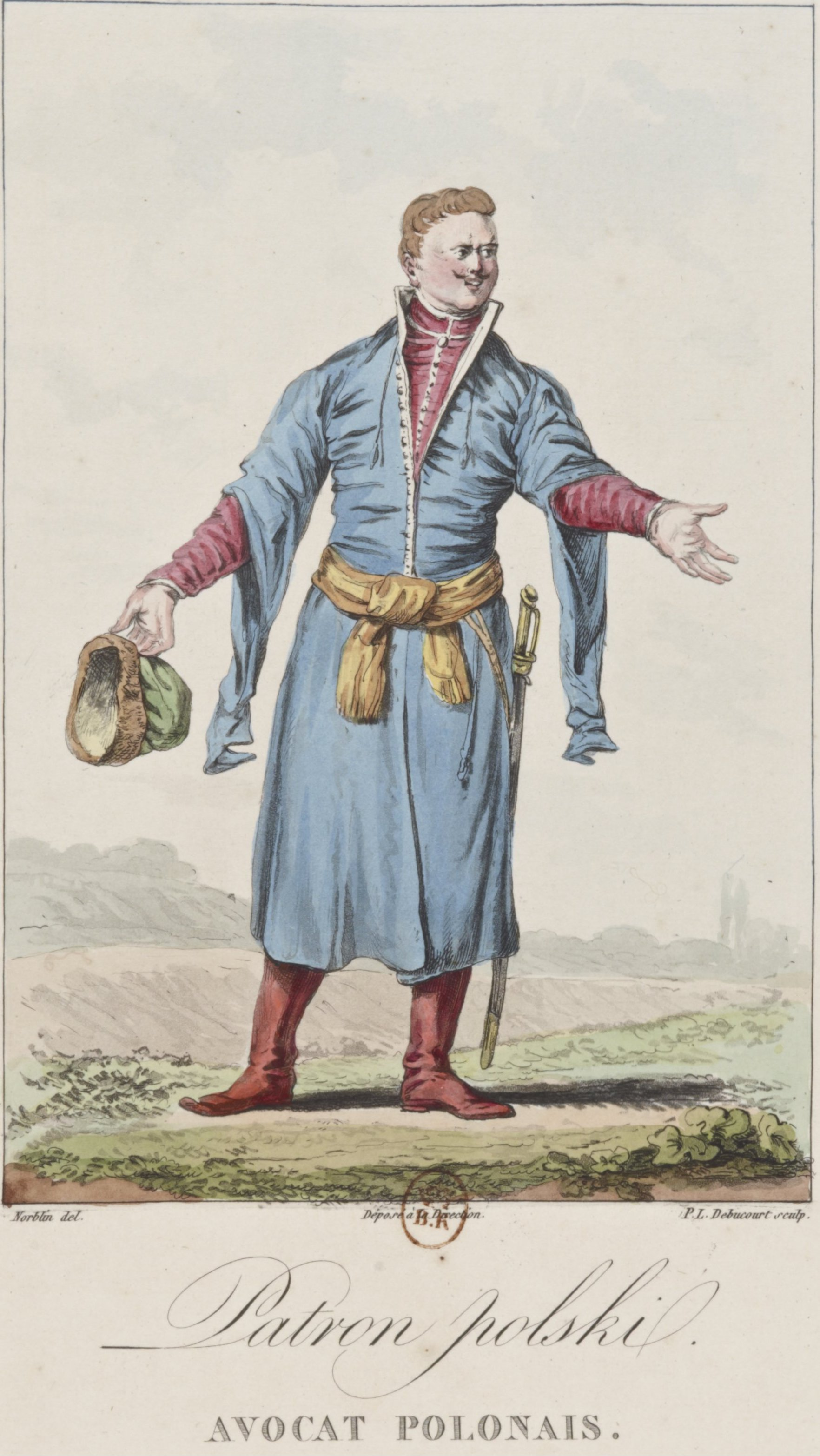
Patron polski, mal. Norblin, koniec XVIII w.
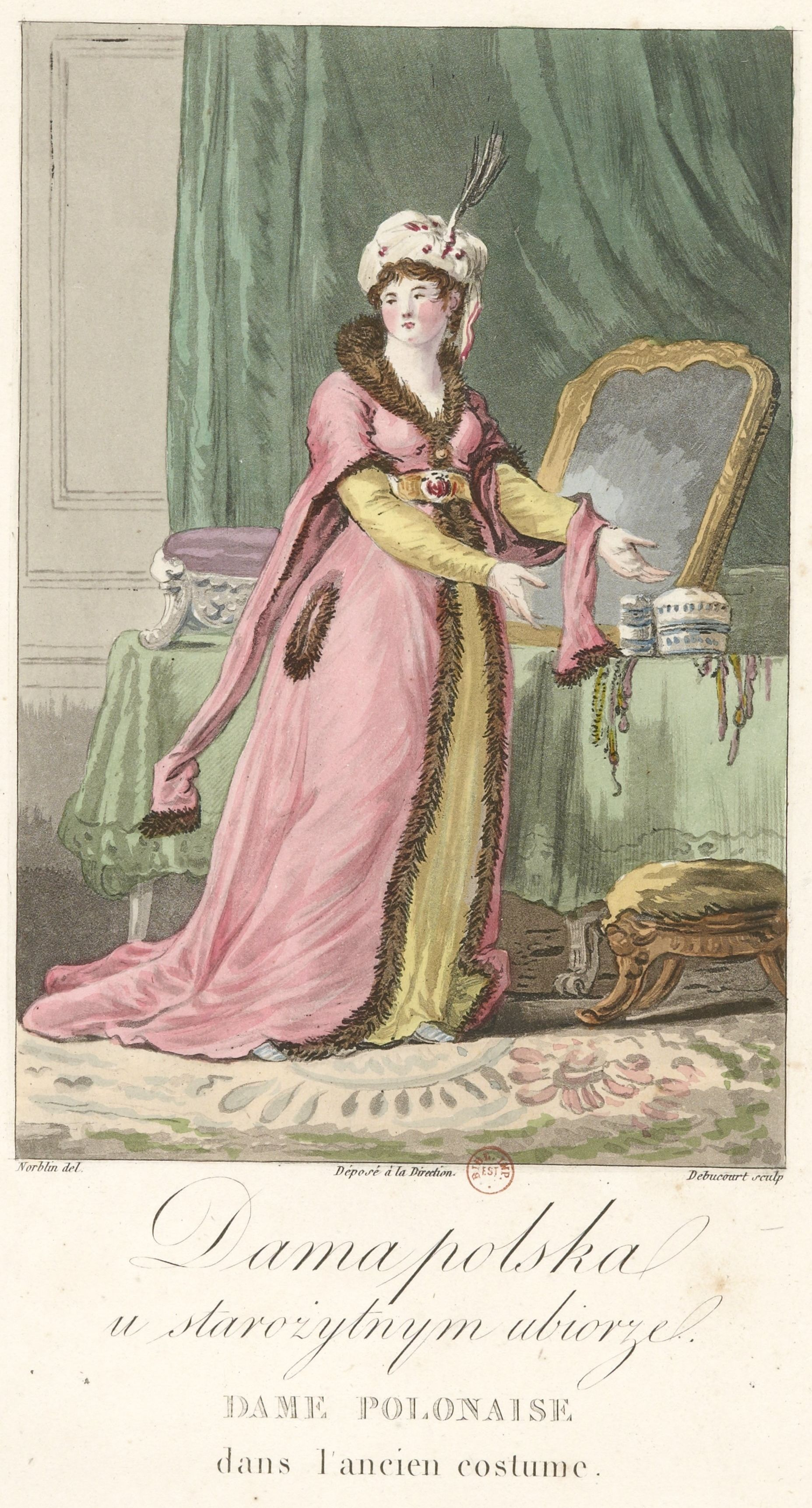
Dama polska w tradycyjnym ubiorze, mal. Norblin, koniec XVIII w.
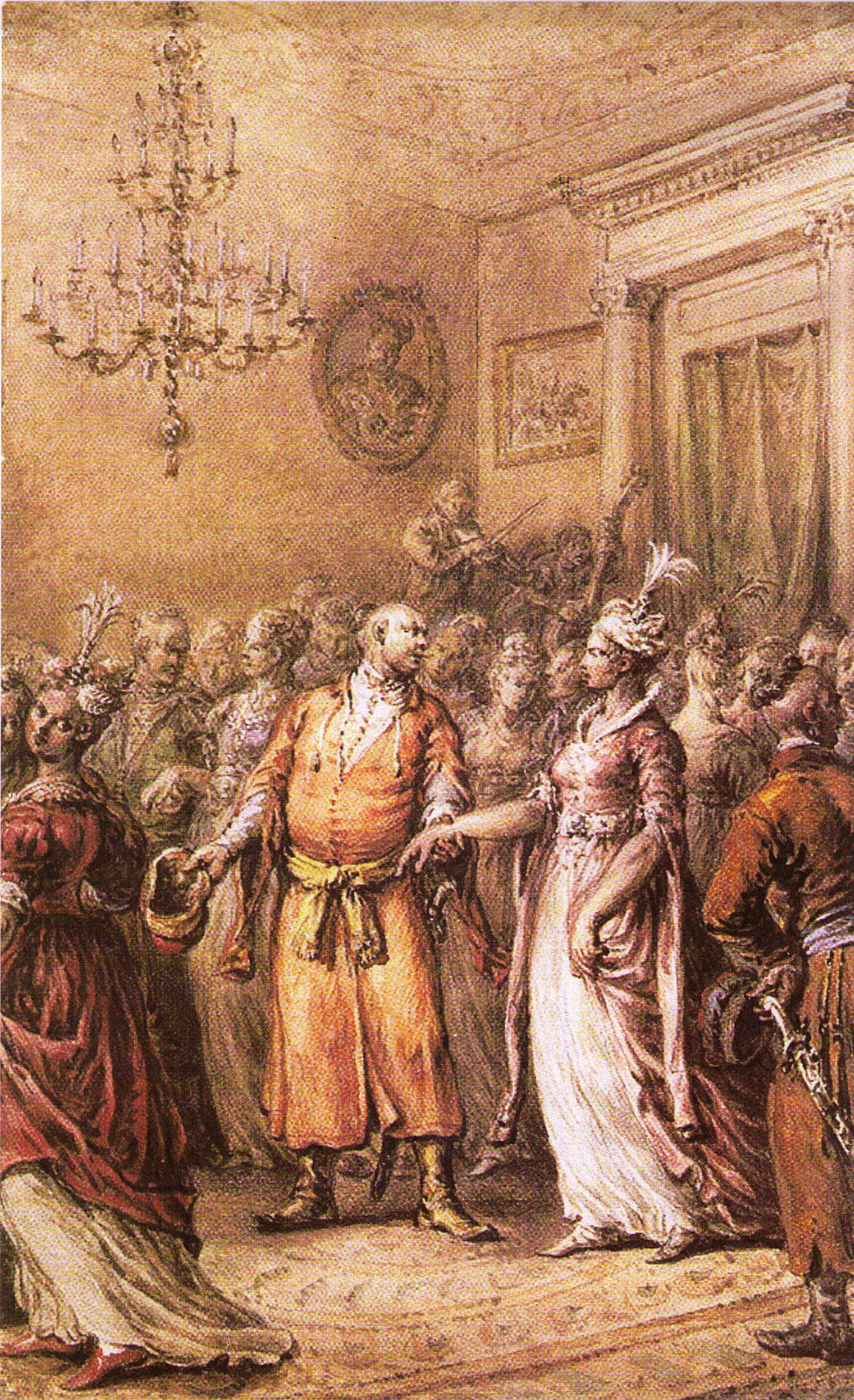
Polonez, mal. Norblin, koniec XVIII w.
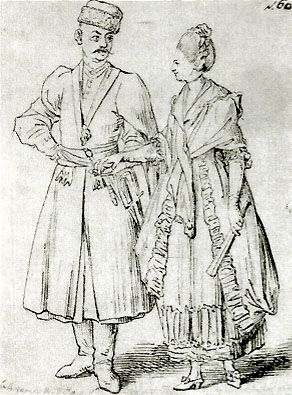
Strażnik Czacki i starościna Ledóchowska, rys. Daniel Chodowiecki, 1773
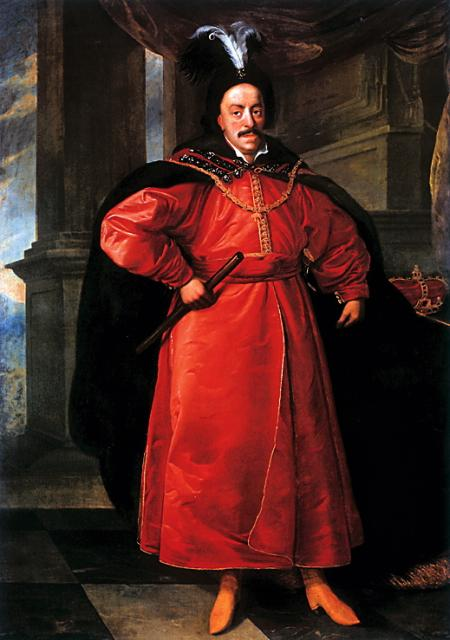
Król Jan Kazimierz w stroju polskim, mal. Daniel Schultz, 1649
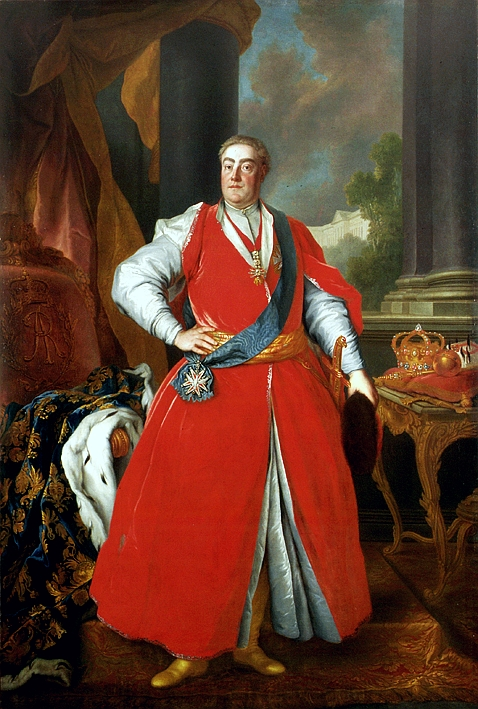
Portret króla Augusta III w stroju polskim, mal. Louis de Silvestre, ok. 1737
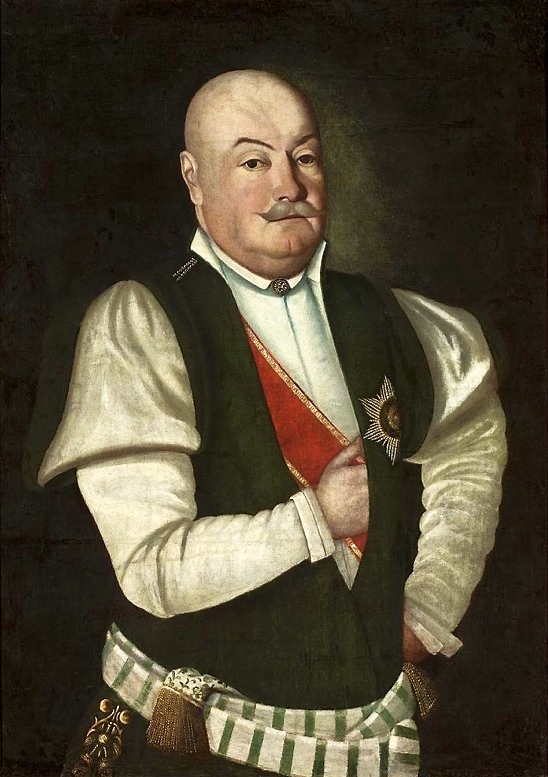
Portret szlachcica w mundurze województwa podolskiego, mal. Józef Faworski, koniec XVIII w.
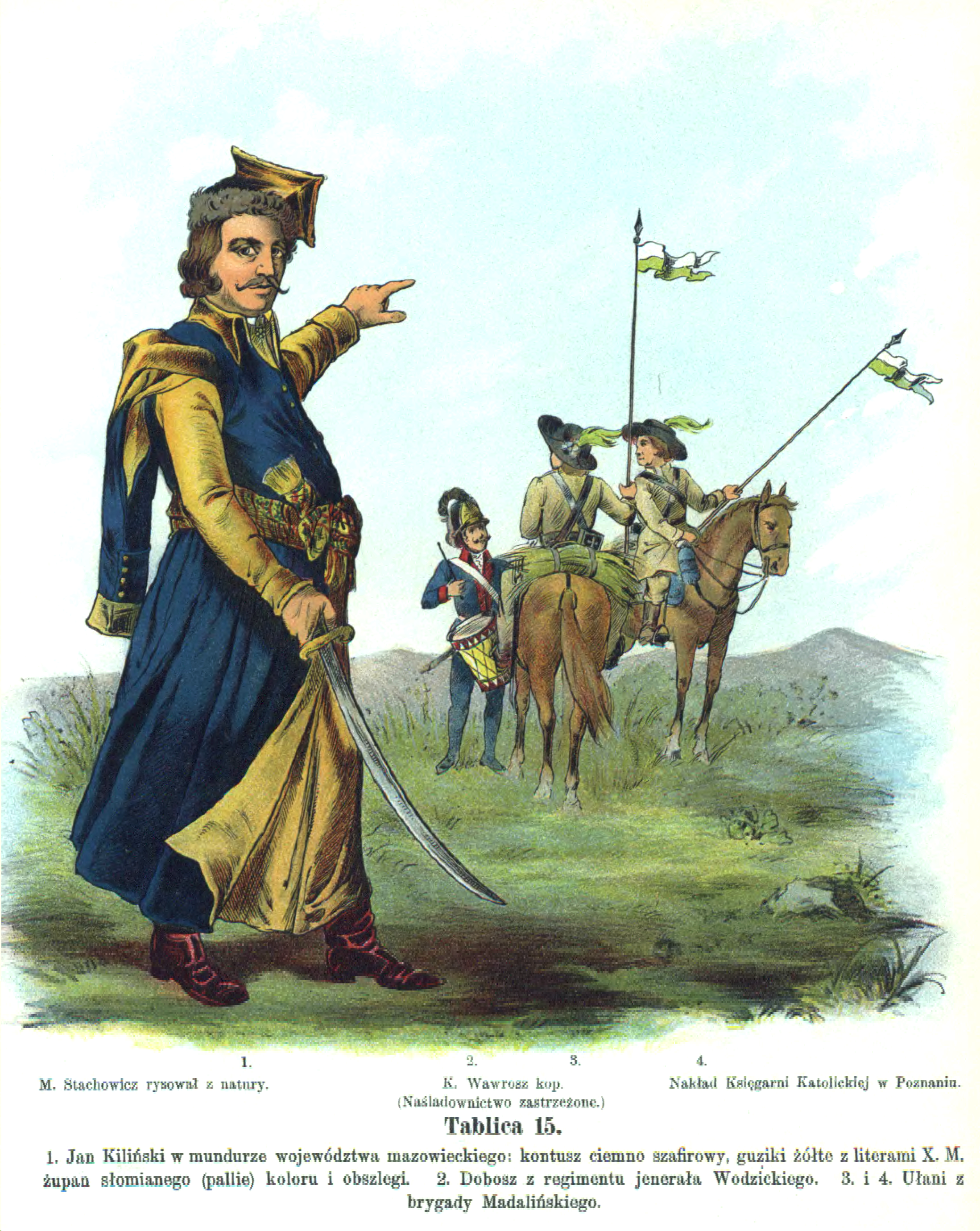
Jan Kiliński w mundurze województwa mazowieckiego w 1794
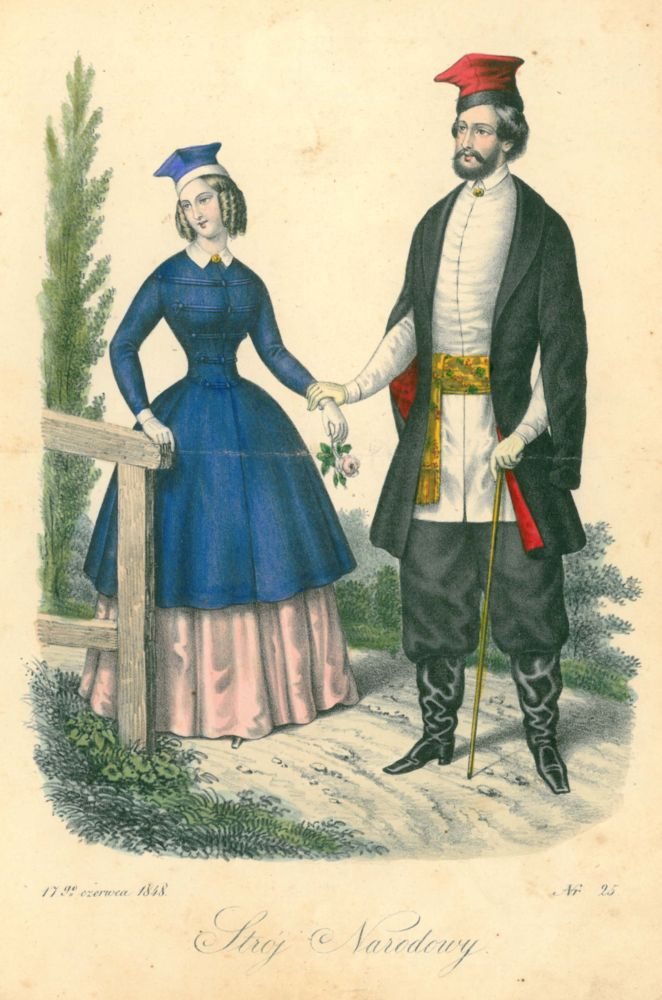
„Strój narodowy”, Dziennik Mód Paryskich 1848 r. Mężczyzna w stylizowanym kontuszu.
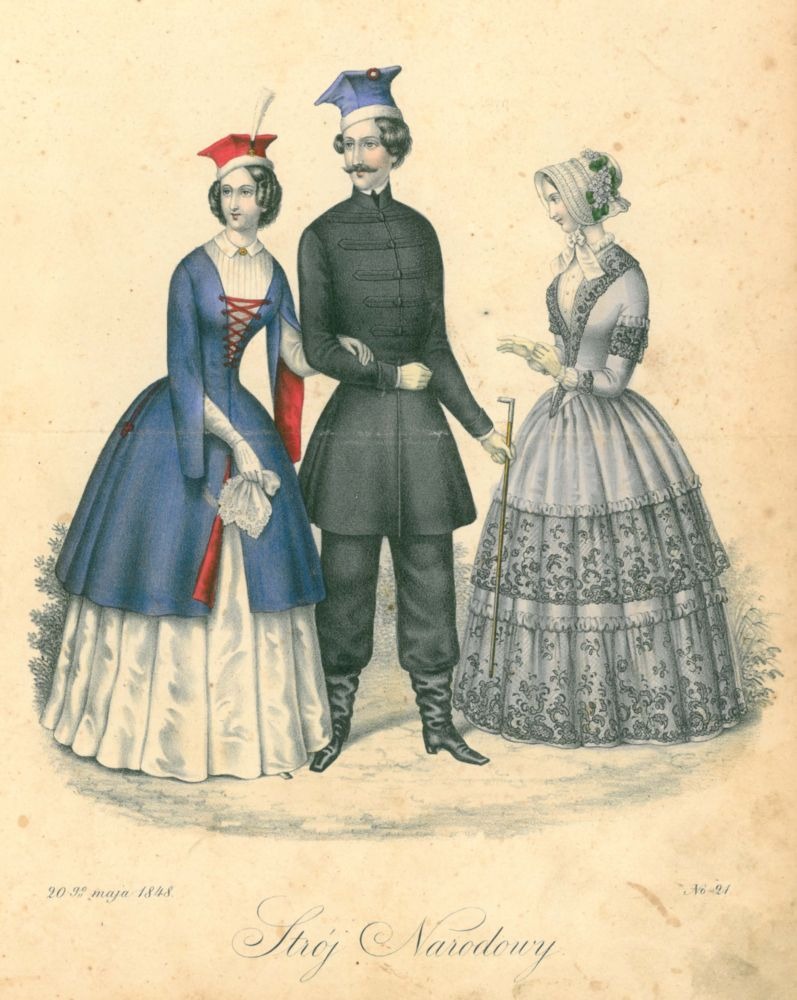
„Strój narodowy”, Dziennik Mód Paryskich 1848 r. Mężczyzna nosi czamarę zamiast kontusza.
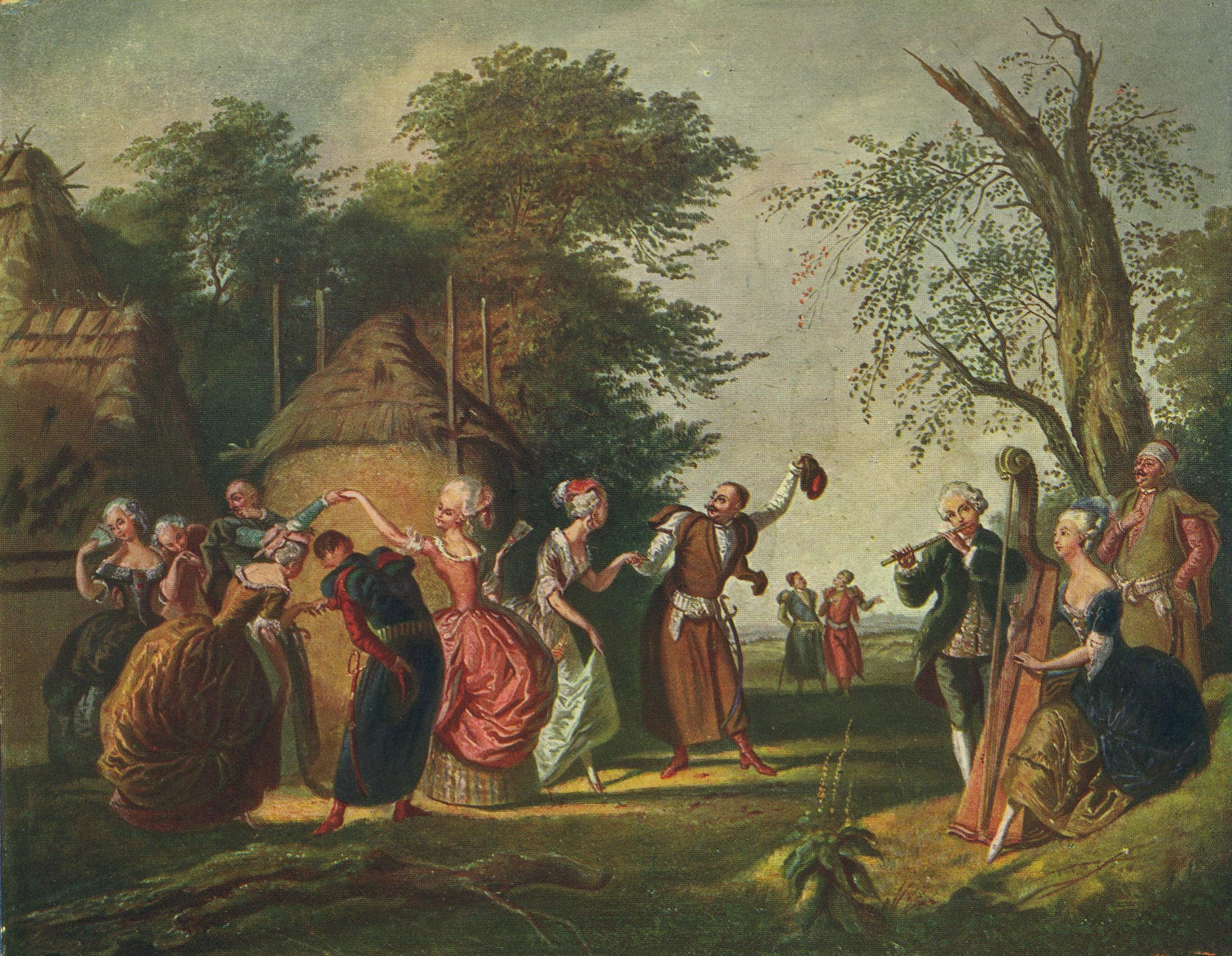
Tańczenie poloneza pod gołym niebem, mal. Korneli Szlegel, XIX w.
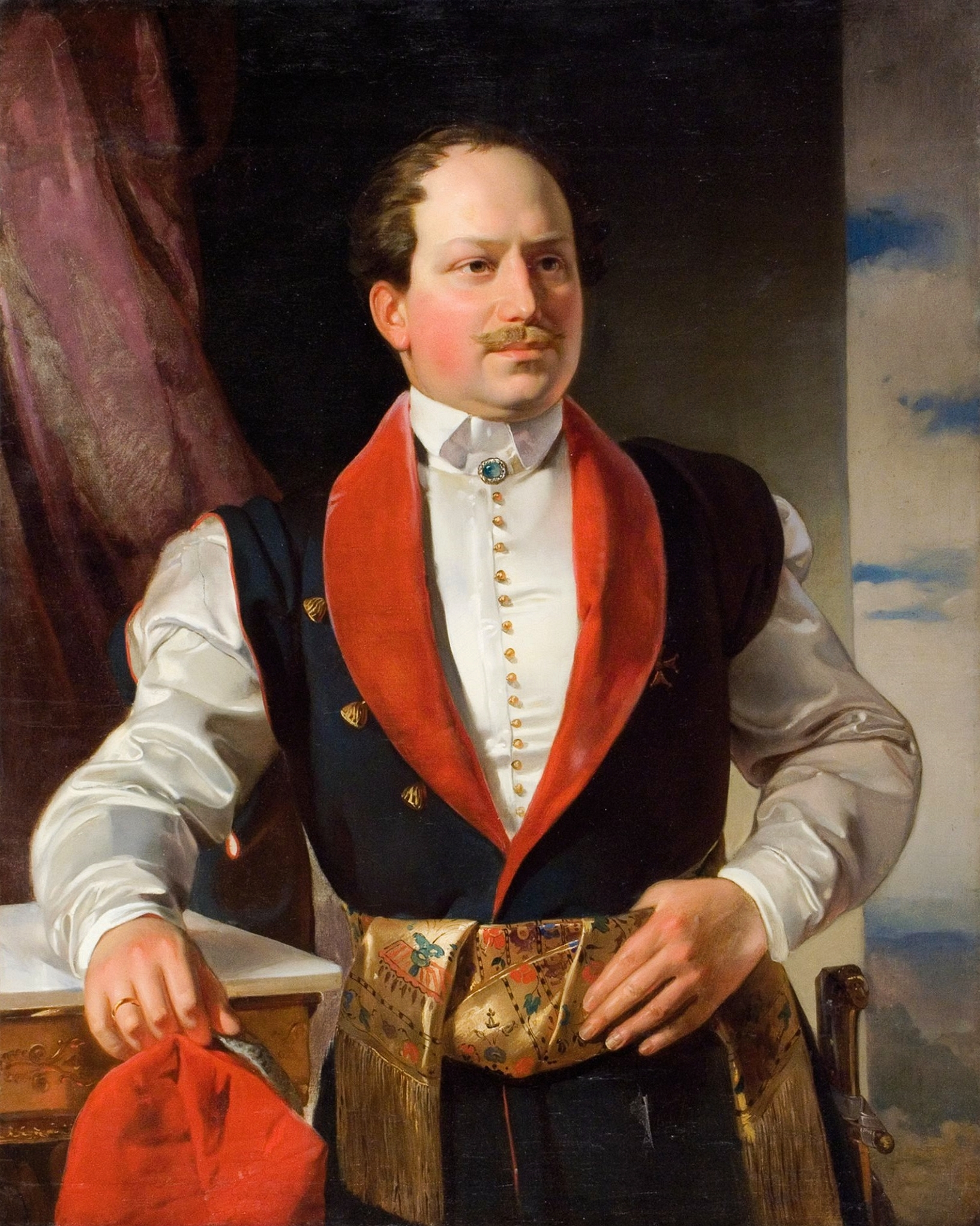
Portret Kazimierza Antoniego Krasickiego, lata 40. XIX w.
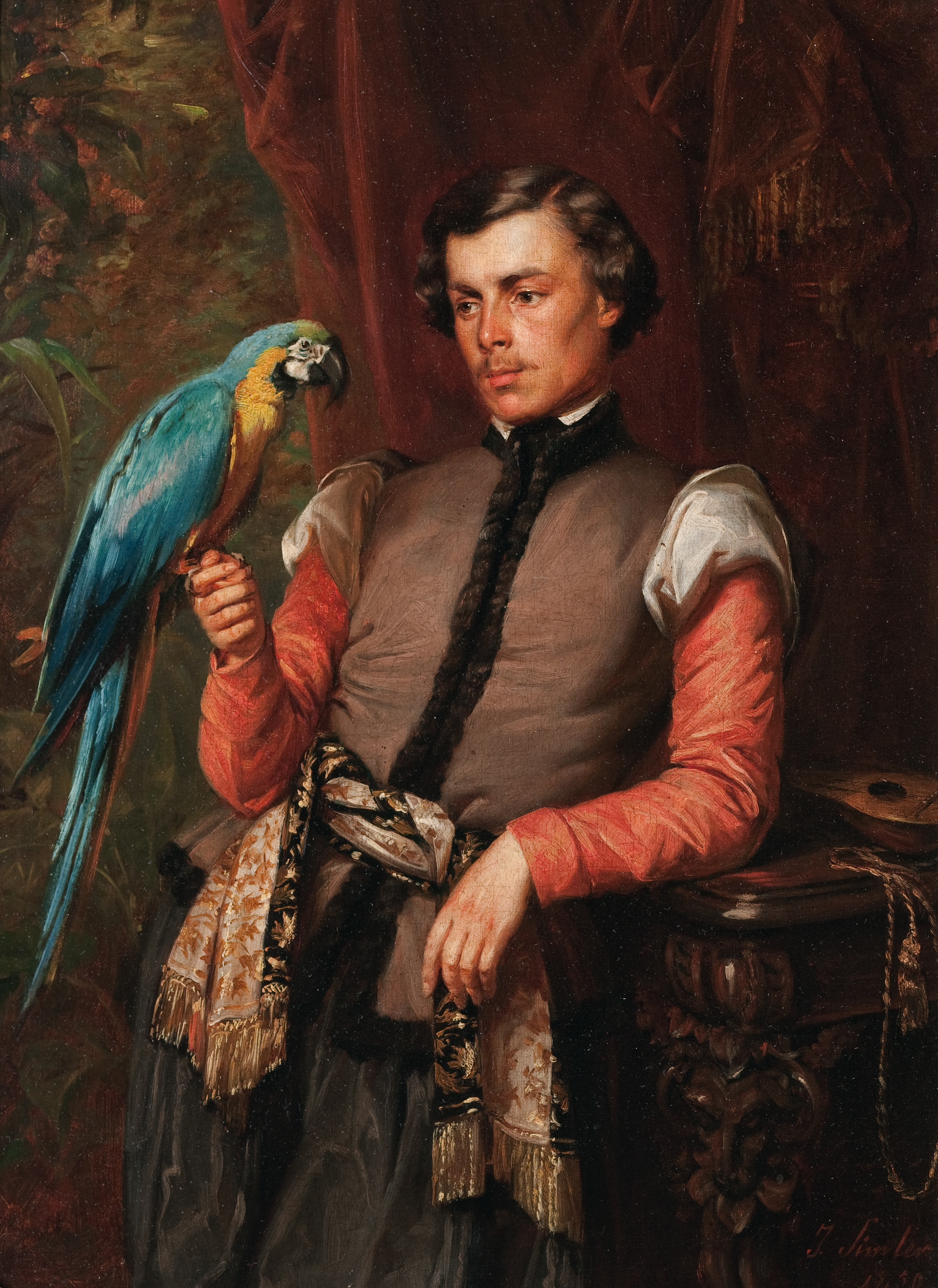
Szlachcic z papugą, mal. Józef Simmler, 1859
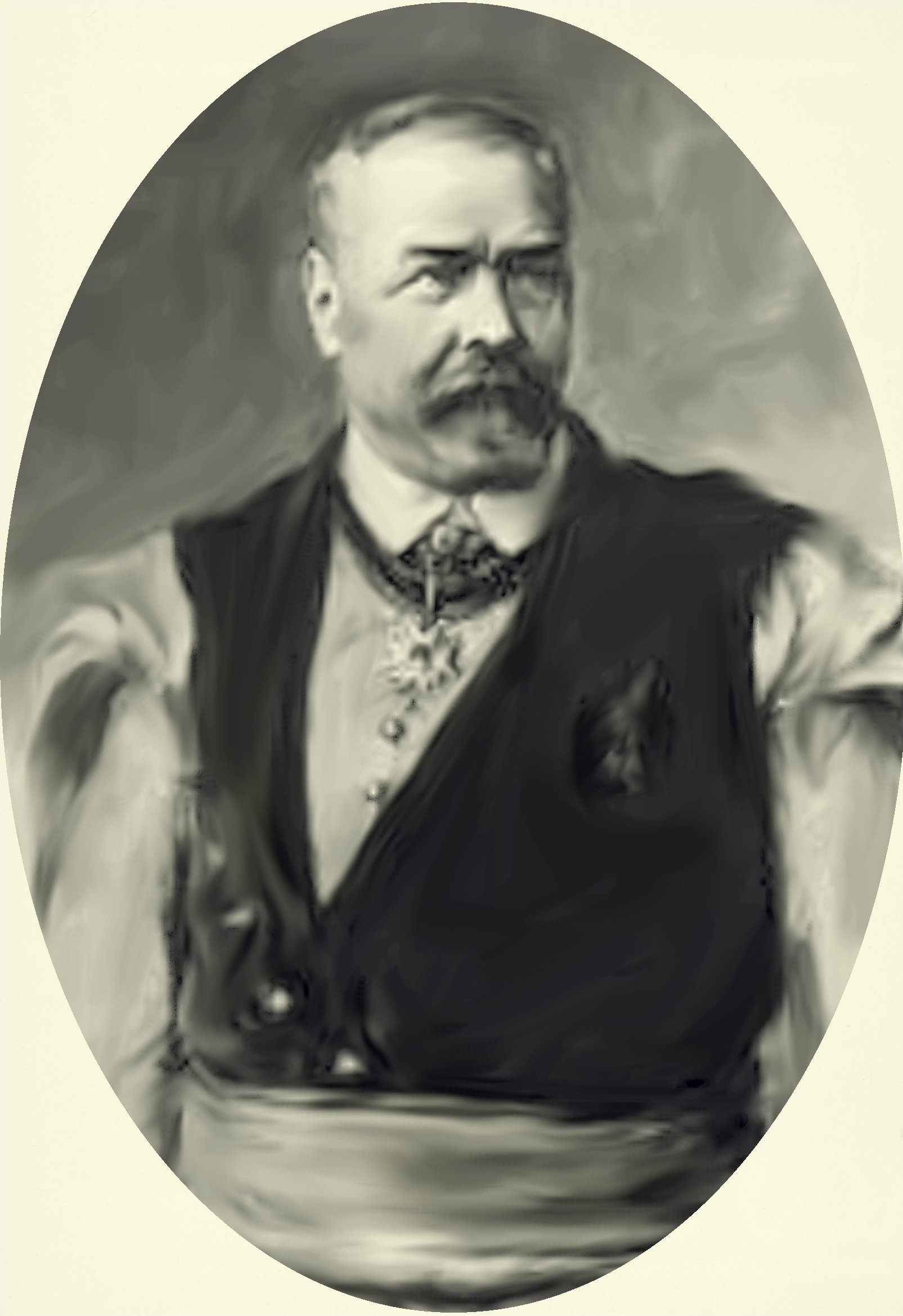
Jan Ewangelista Goetz, z pochodzenia Niemiec, założyciel browaru Okocim, 2 połowa XIX w.
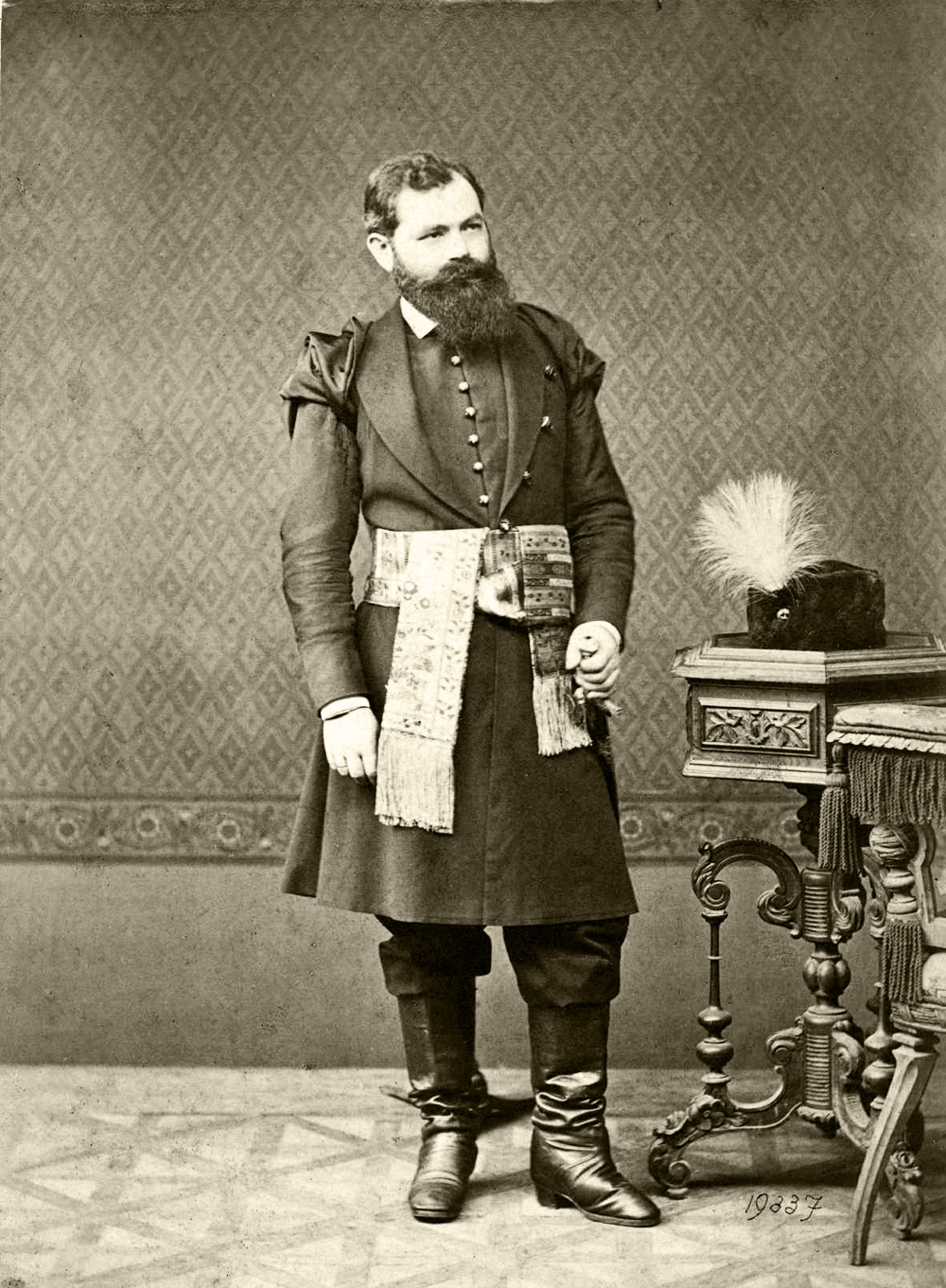
Bernard Goldmann, galicyjski prawnik pochodzenia żydowskiego, lata 80. XIX w
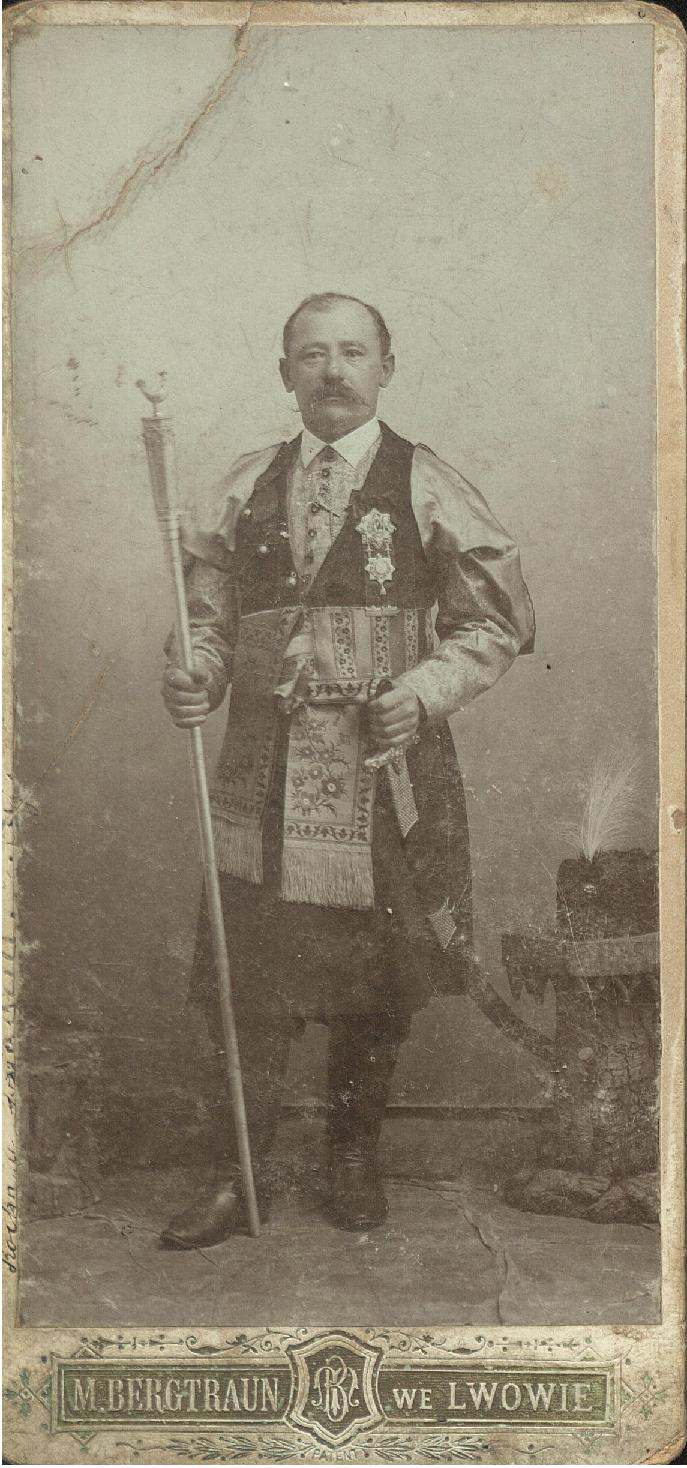
Jan Makan, marszałek lwowskiego Bractwa Kurkowego, 1882
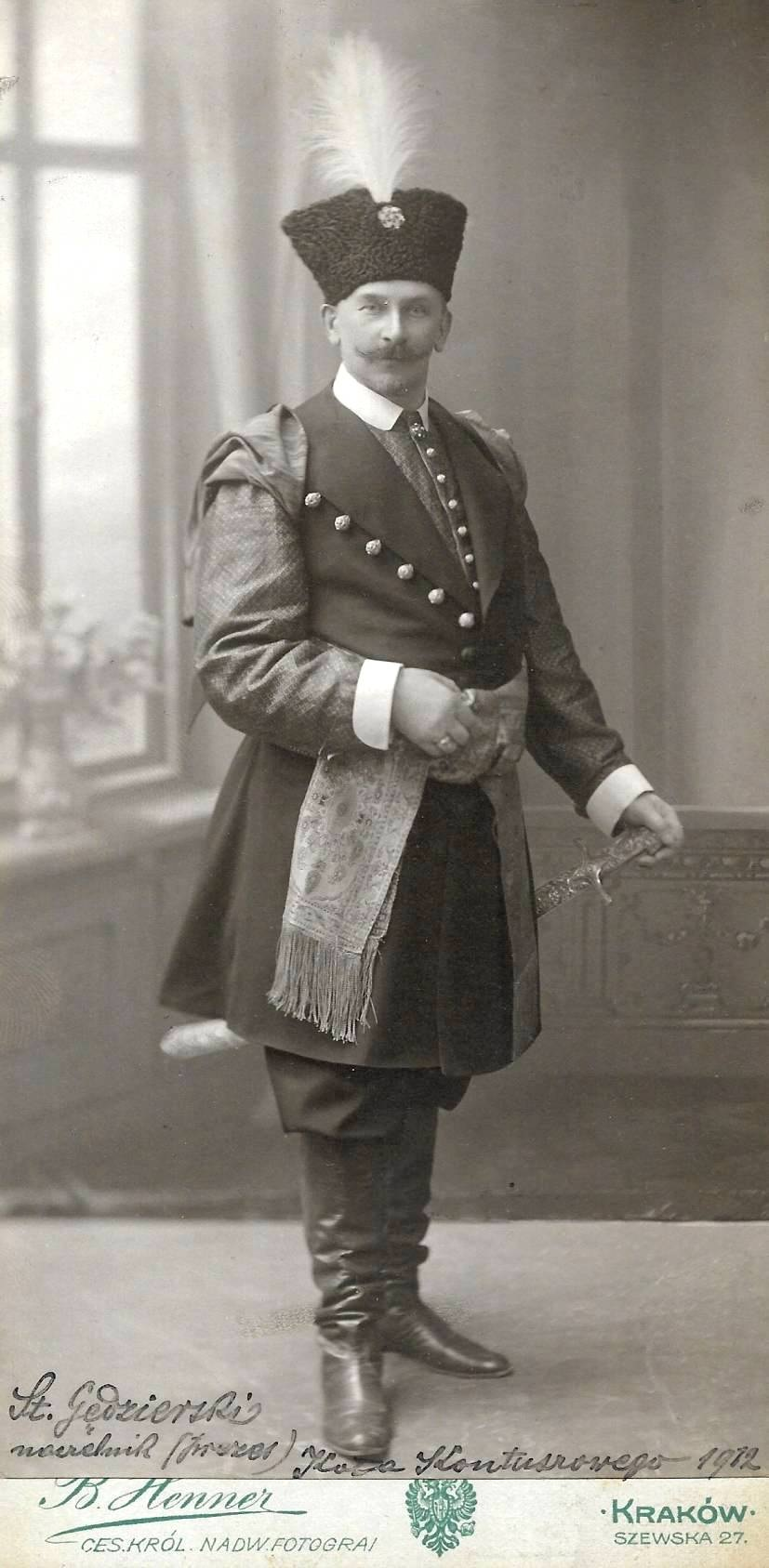
Stanisław Gędzierski, prezes krakowskiego Koła Kontuszowego, 1912
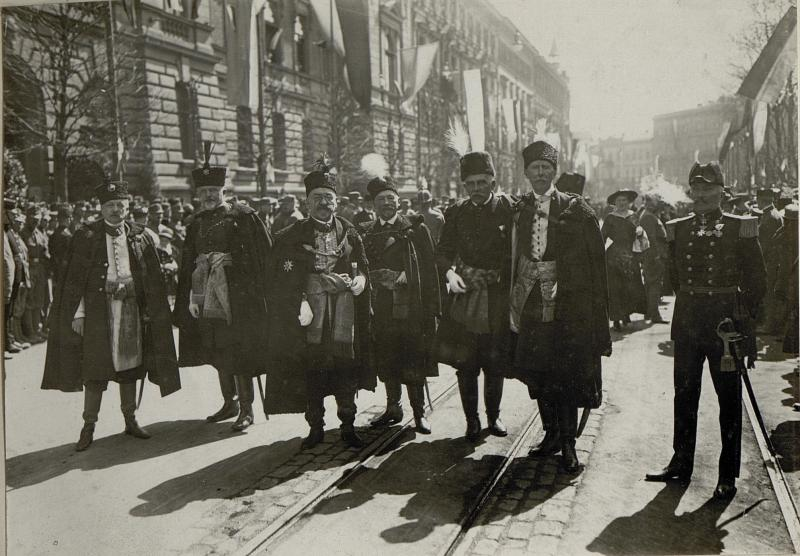
Władca Austro-Węgier Karol I z członkami Krakowskiego Bractwa Kurkowego, 1917
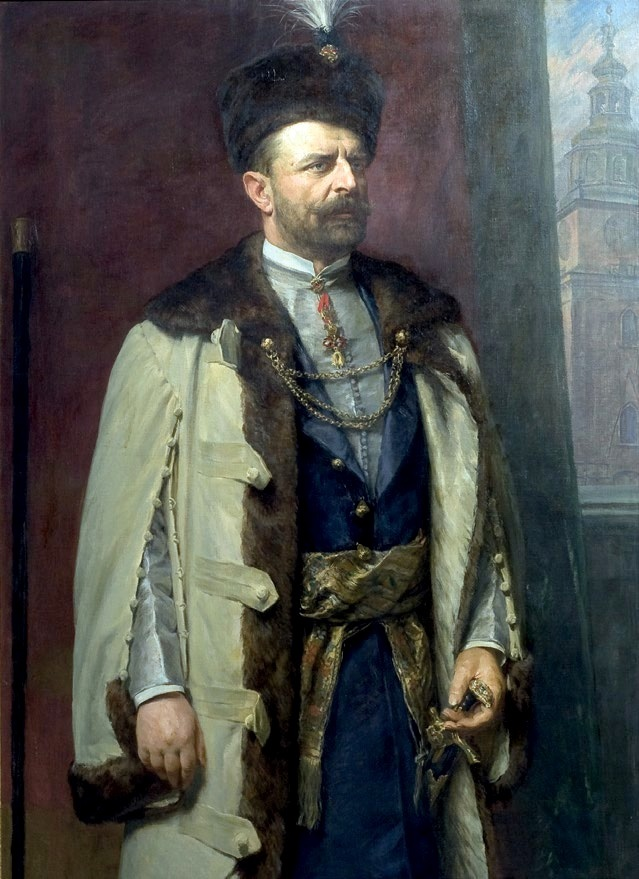
Portret Andrzeja Potockiego, mal. Kazimierz Pochwalski, 1913
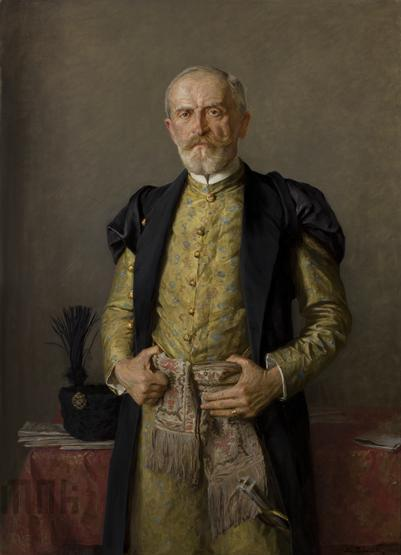
Portret Stanisława Niezabitowskiego, mal. Kazimierz Pochwalski, 1928
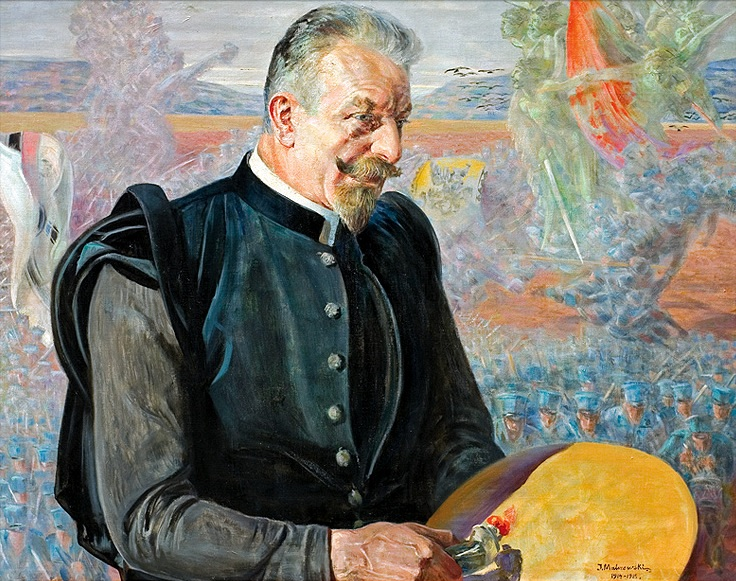
Portret Kazimierza Pochwalskiego, mal. Jacek Malczewski, ok. 1914
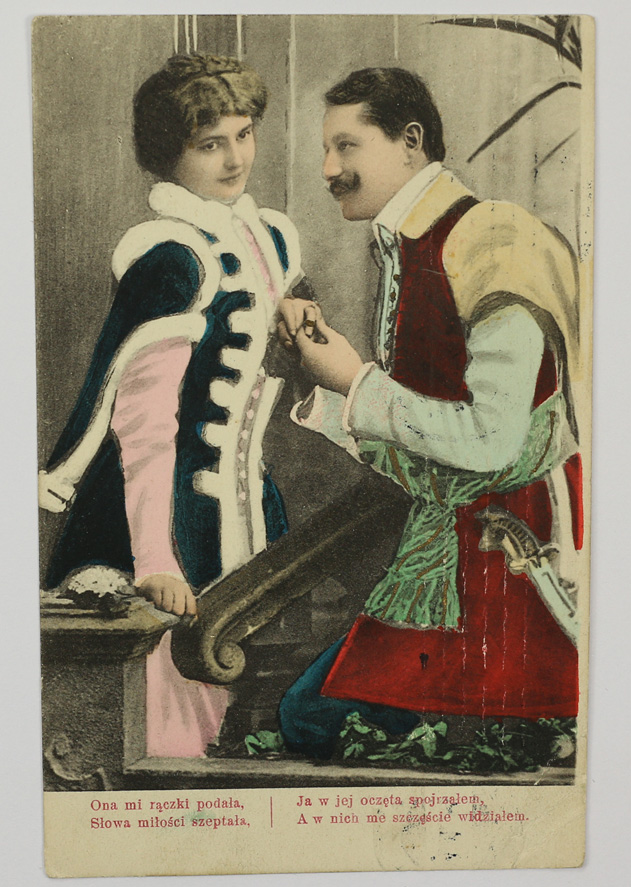
Szlachcic i szlachcianka, pocztówka z 1911
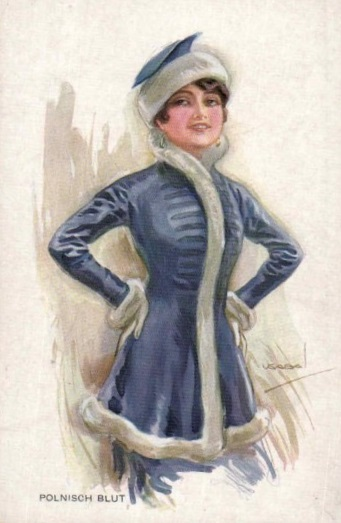
„Polska piękność”, pocztówka z około 1920 roku
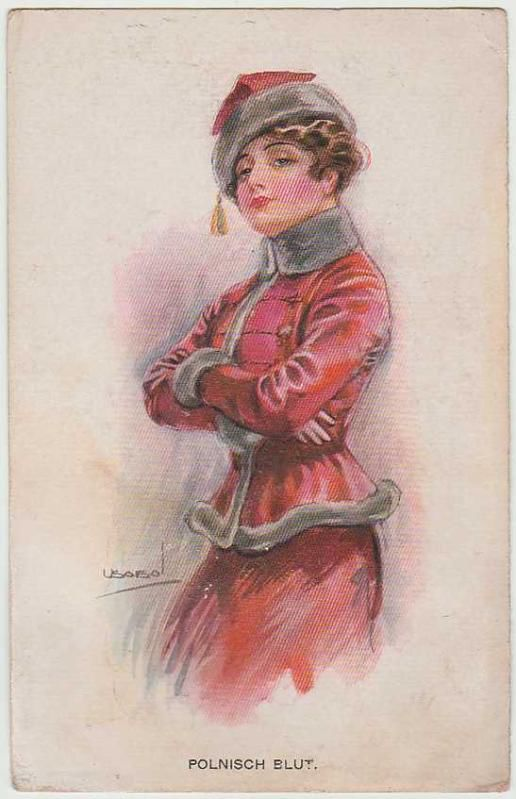
„Polska piękność”, pocztówka z około 1920 roku
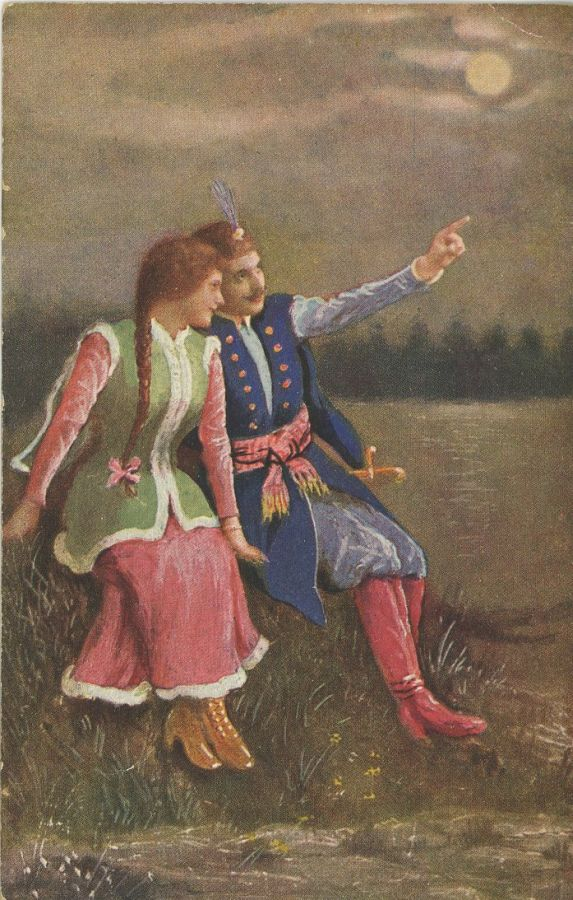
Szlachcic i szlachcianka, pocztówka z I połowy XX wieku
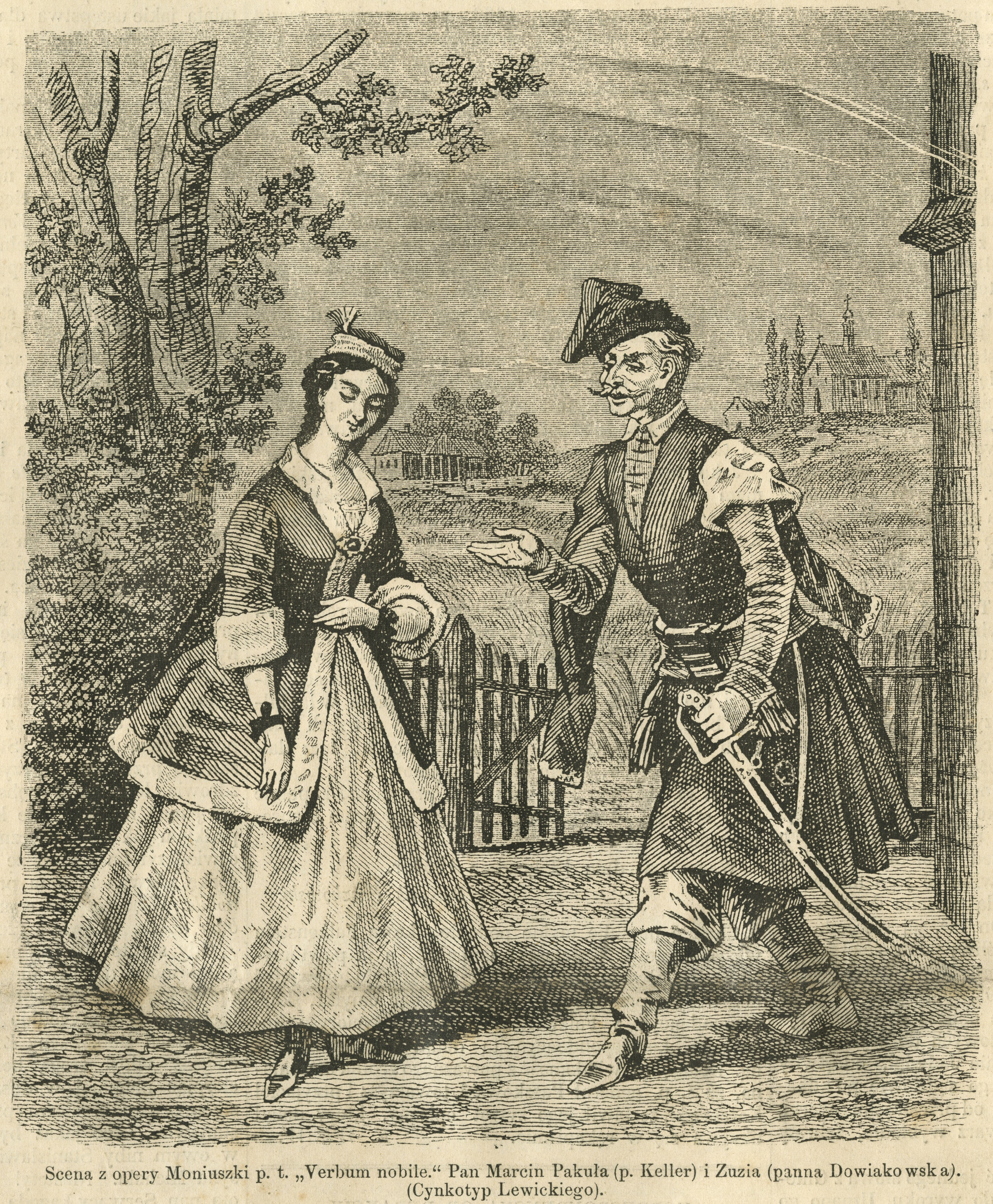
Scena z opery Moniuszki Verbum nobile, 1861 rok
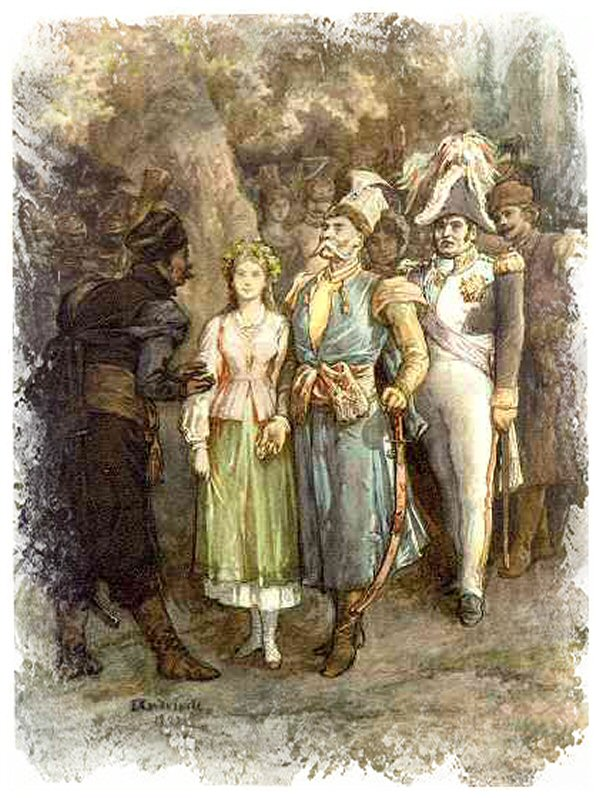
Ilustracja do XII księgi Pana Tadeusza, mal. Michał Elwiro Andriolli, 1881
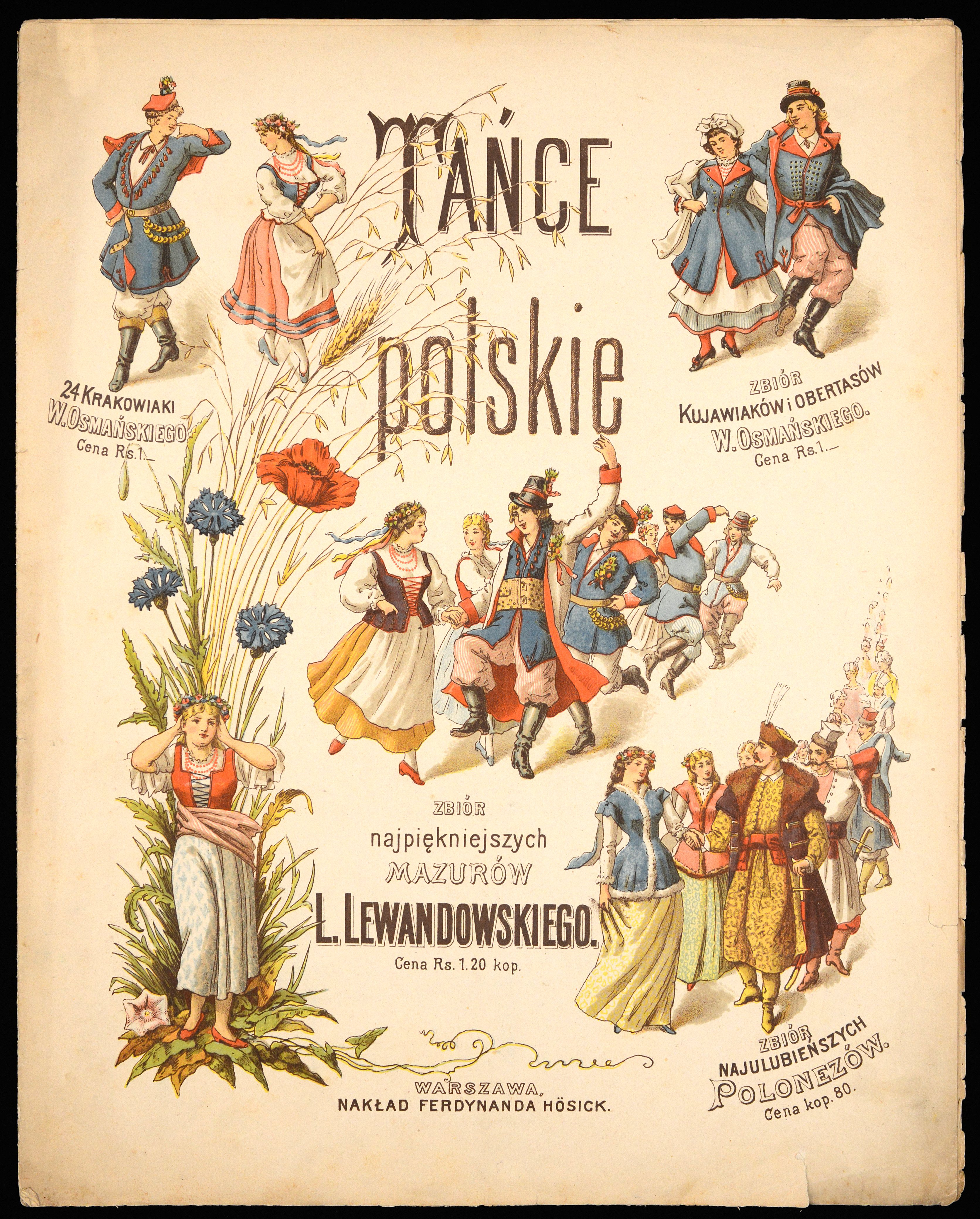
"Zbiór najulubieńszych polonezów", okładka, 1890.
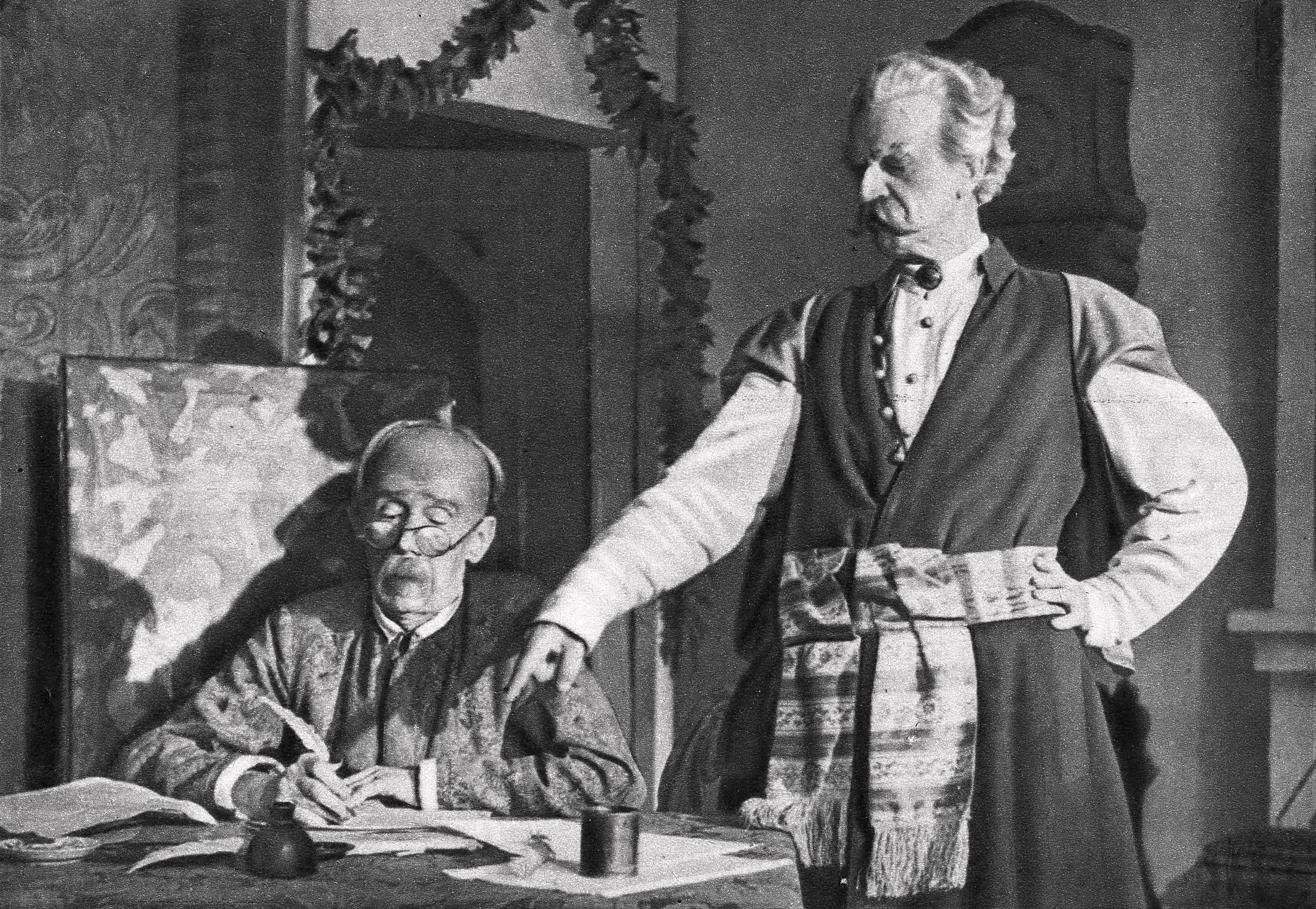
Scena z inscenizacji Zemsty, 1948
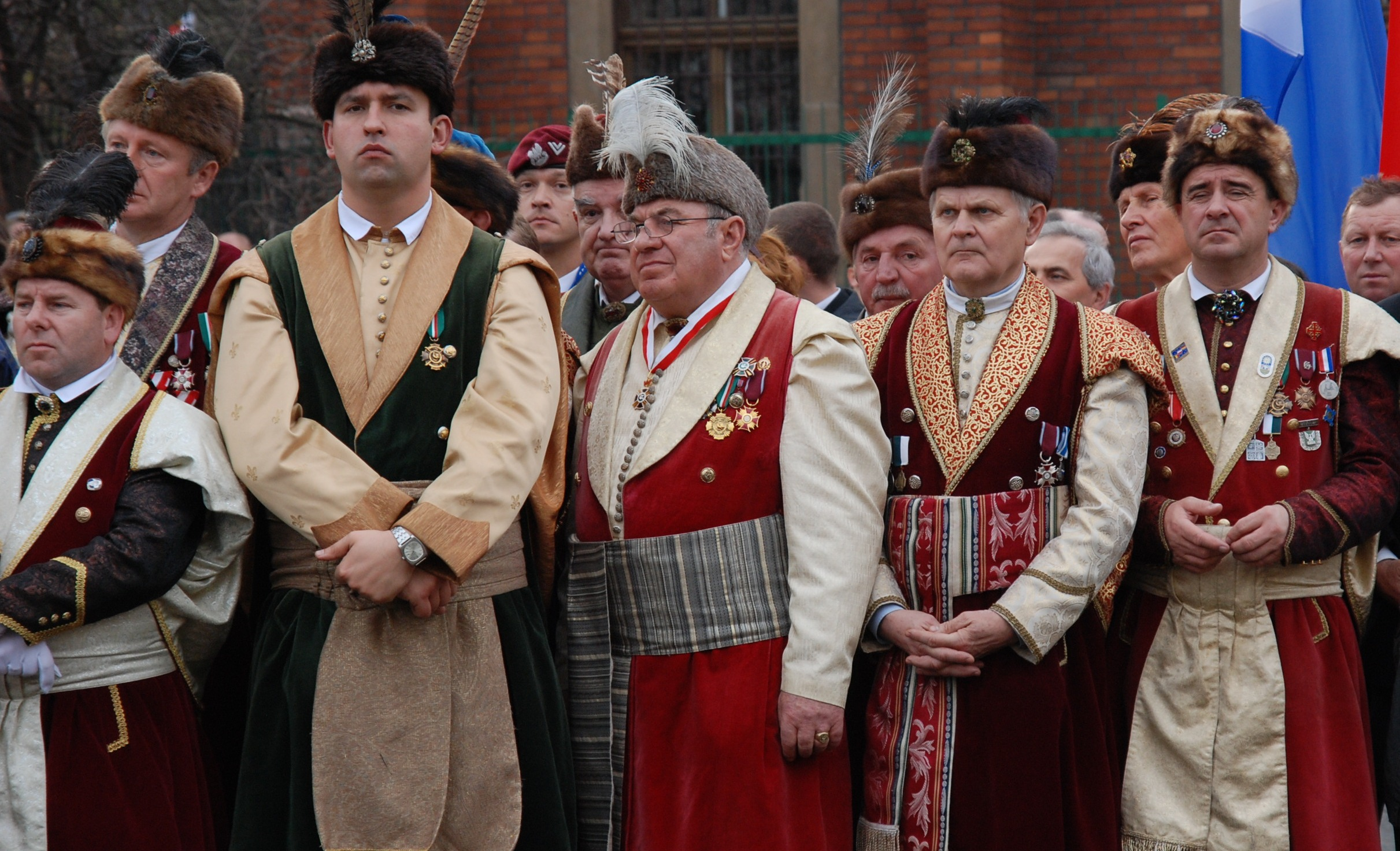
Członkowie Krakowskiego Bractwa Kurkowego, 2008
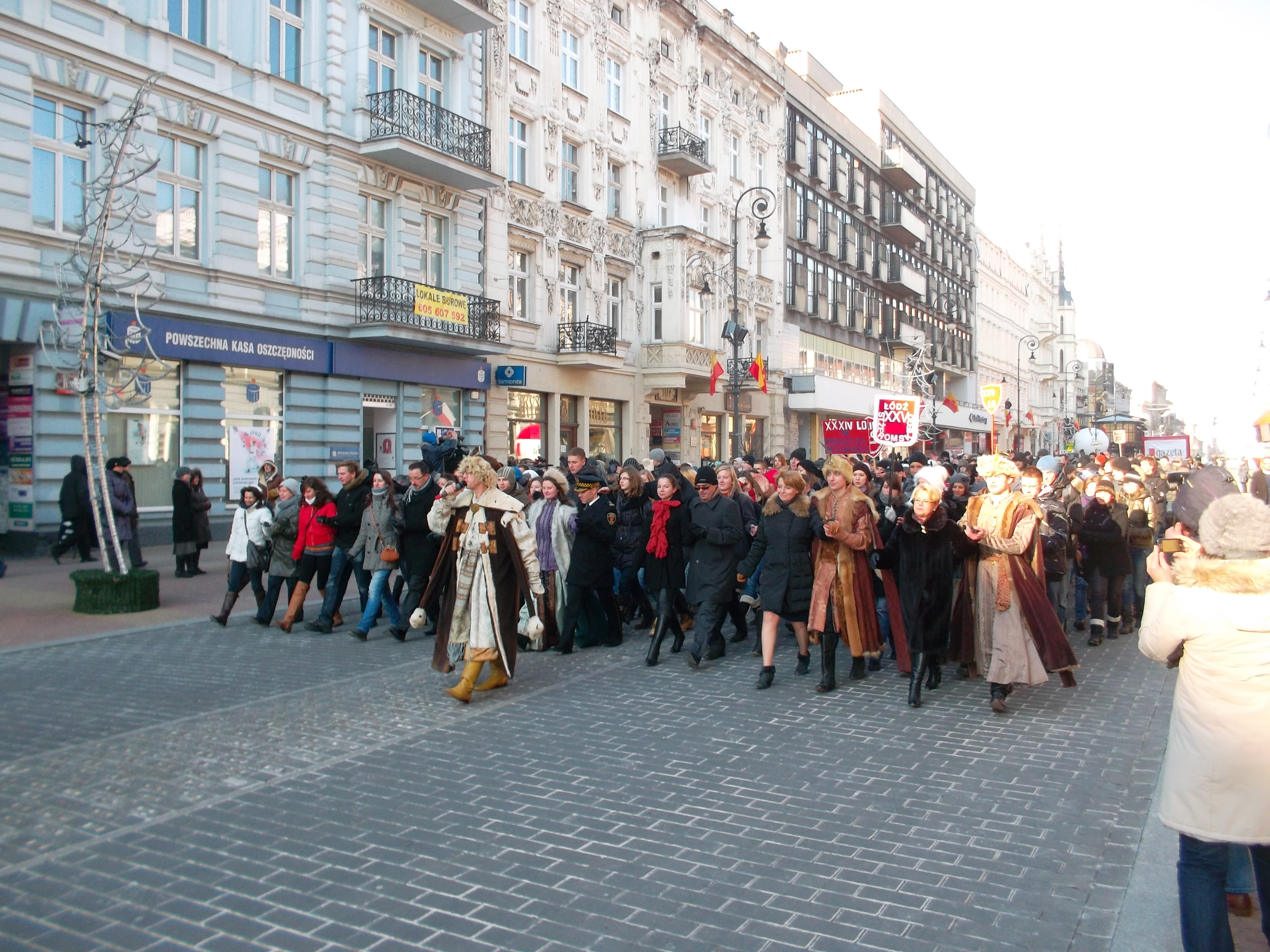
Polonez w wykonaniu maturzystów, Łódź 2012
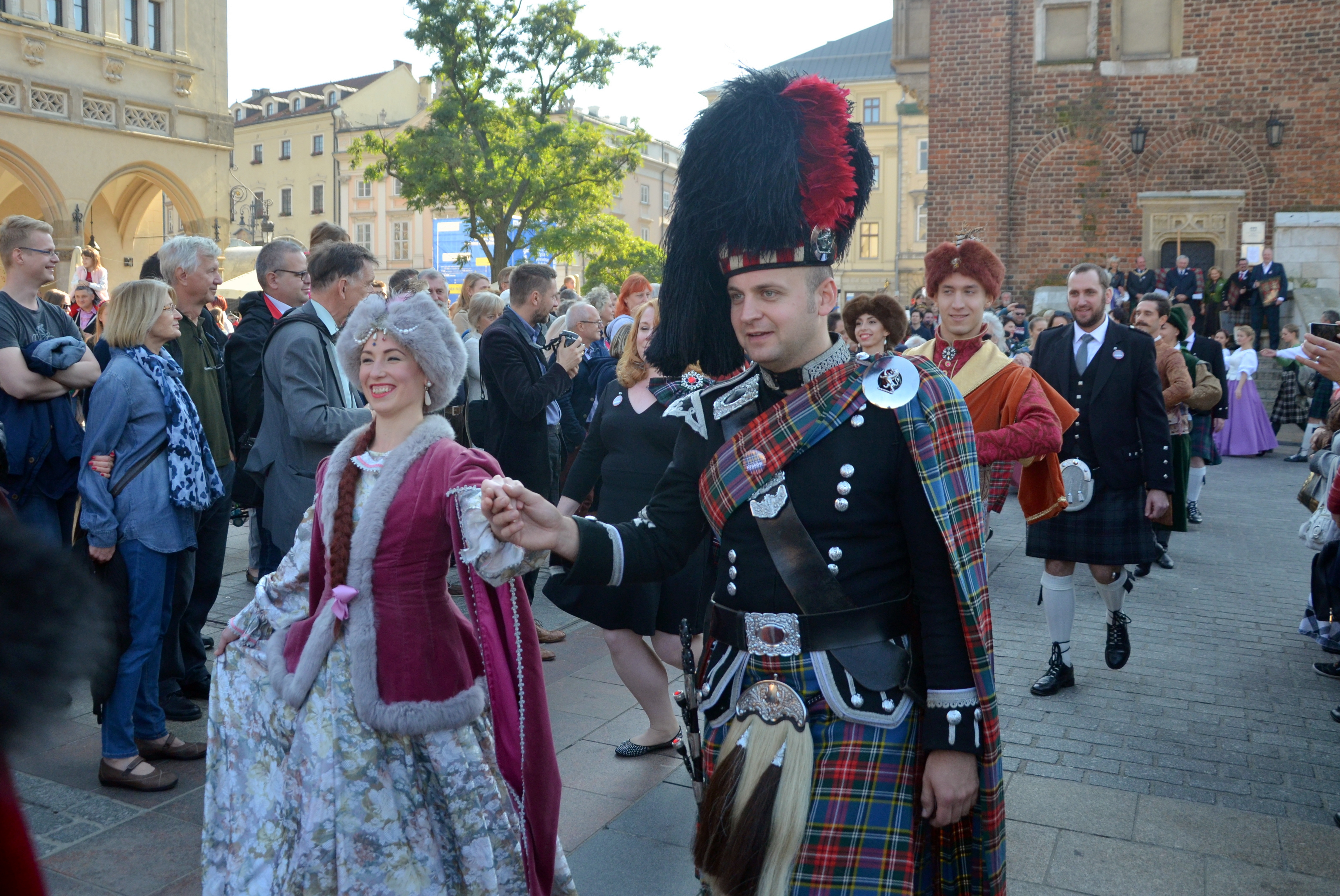
Taniec w polskim i szkockim strojach narodowych, Kraków 2017
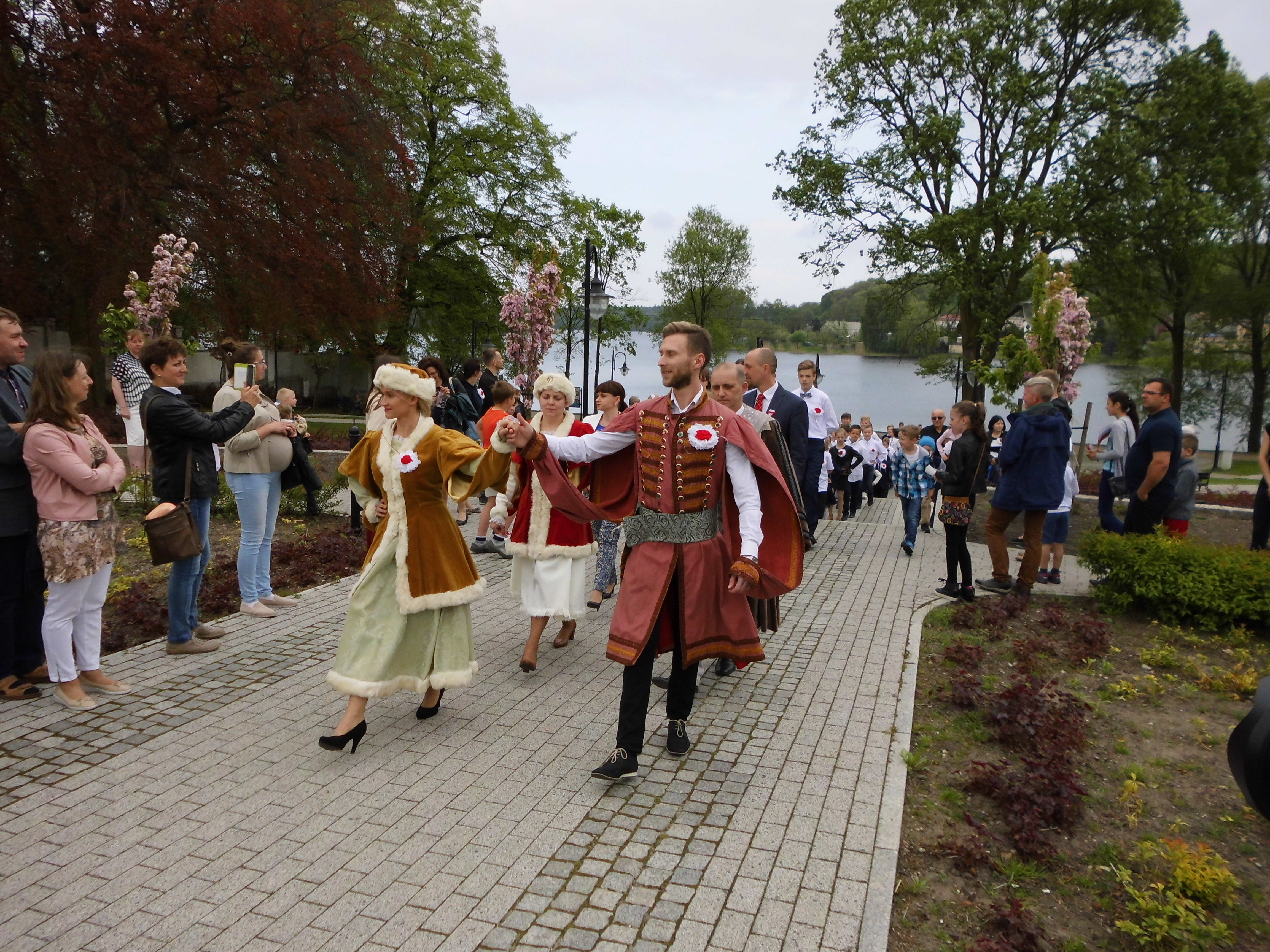
Polonez tańczony w stroju narodowym, Więcbork 2018
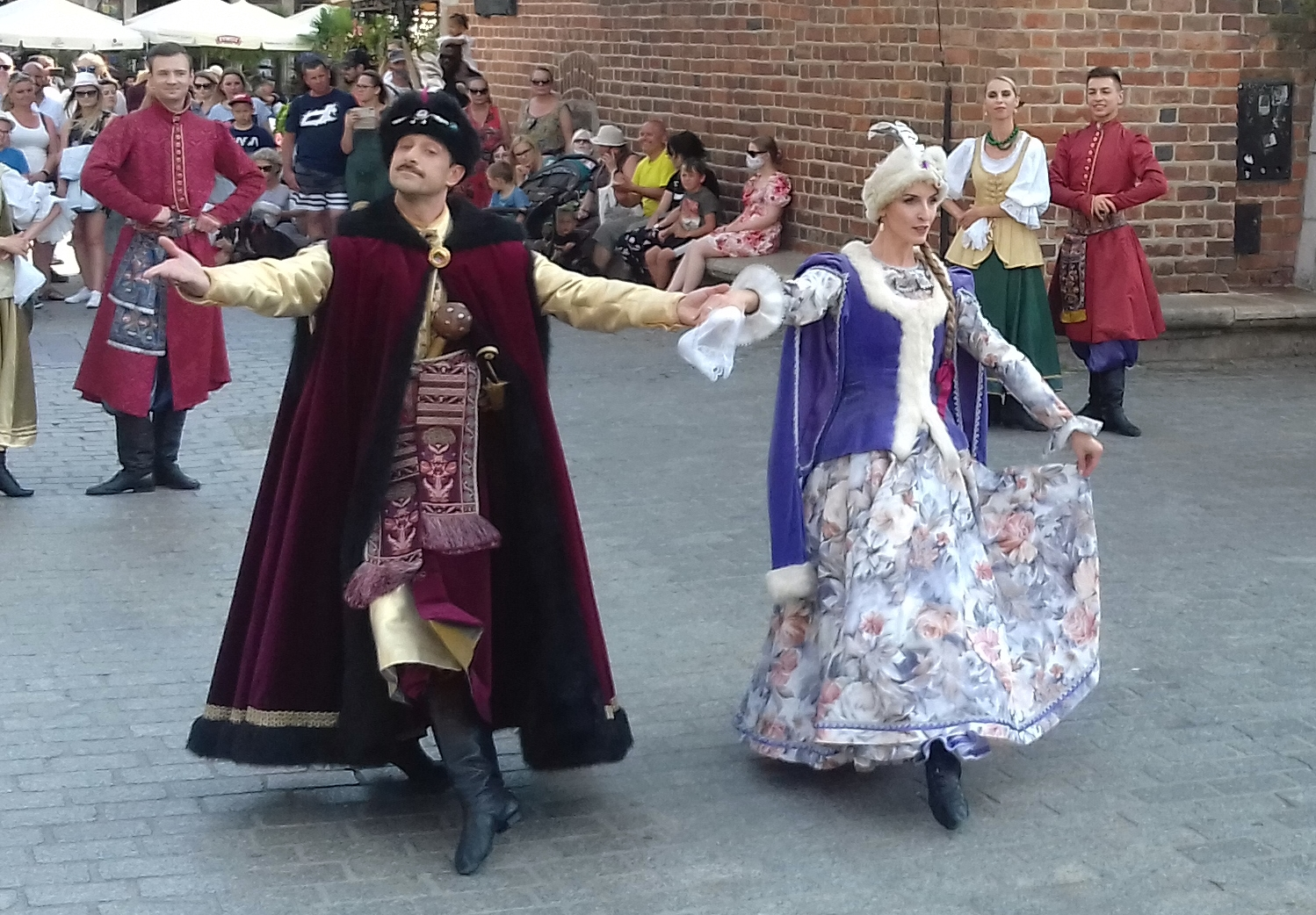
Występ Baletu Dworskiego „Cracovia Danza”, Kraków 2020
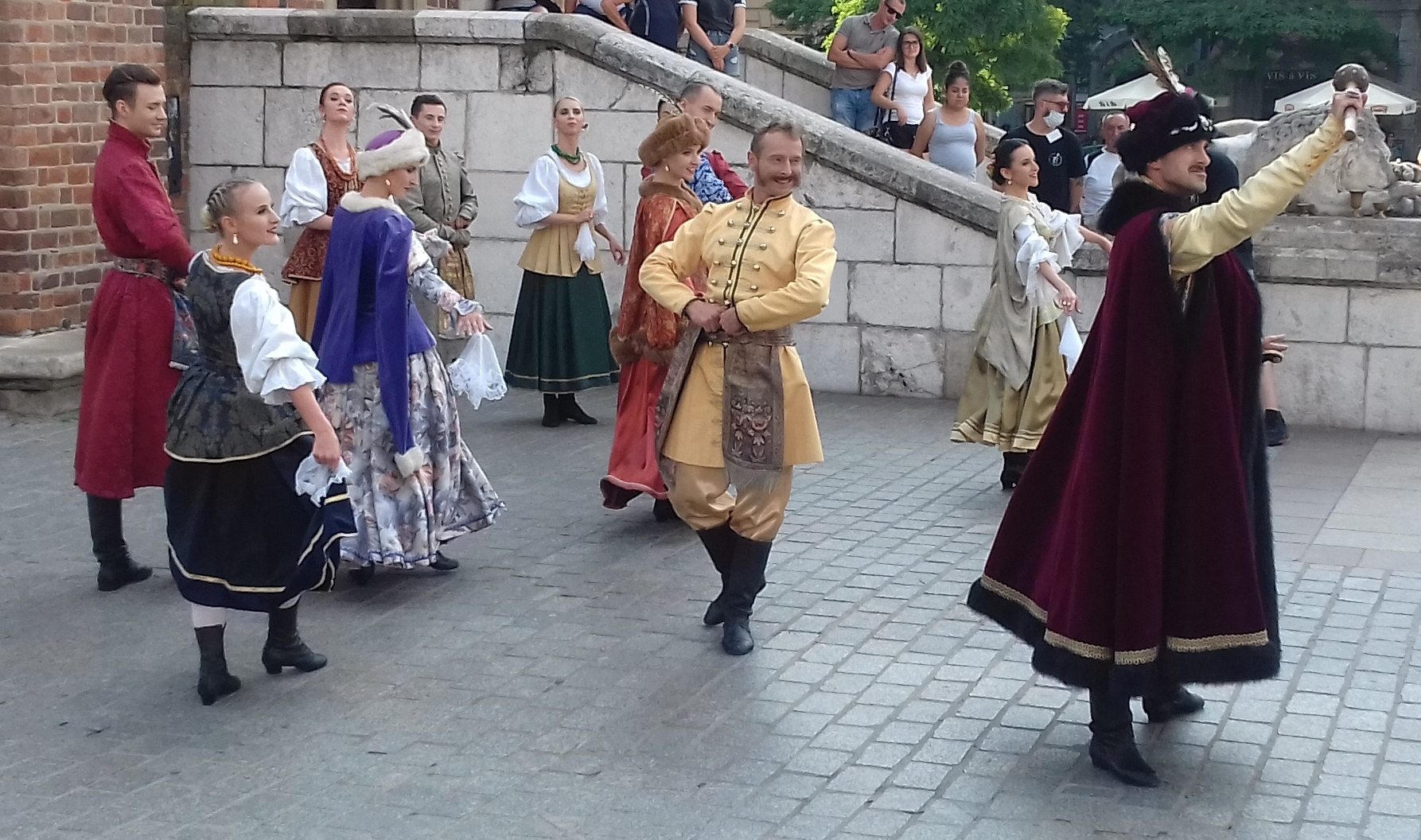
Balet Dworski „Cracovia Danza”, Kraków 2020